# Michael Jackson/Auszeichnungen für Musikverkäufe

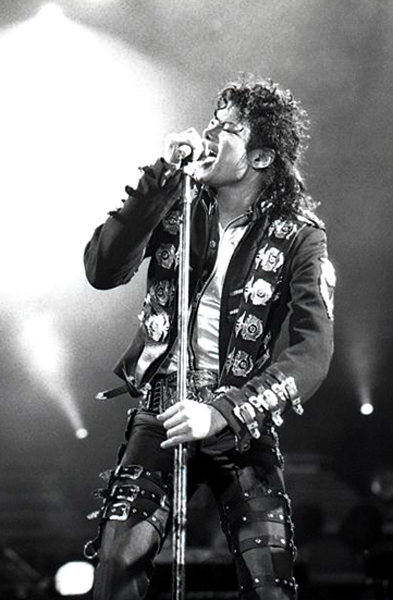
Michael Jackson (1988)

Dies ist eine Übersicht über die Auszeichnungen für Musikverkäufe des US-amerikanischen Popsängers Michael Jackson. Die Auszeichnungen finden sich nach ihrer Art (Gold, Platin usw.), nach Staaten getrennt in chronologischer Reihenfolge, geordnet sowie nach den Tonträgern selbst, ebenfalls in chronologischer Reihenfolge, getrennt nach Medium (Alben, Singles usw.), wieder.

## Auszeichnungen
| - Frankreich - 1987: für die Single Bad - 1988: für die Single Smooth Criminal - 1991: für die Single Heal the World - 1992: für die Single Black or White - 1996: für die Single Why - 1996: für die Single They Don’t Care About Us - 1998: für die Autorenbeteiligung Feel It (The Tamperer featuring Maya) - Neuseeland - 1987: für die Single I Just Can’t Stop Loving You - Portugal - 2009: für das Videoalbum Dangerous – The Short Films - 2012: für das Videoalbum Michael Jackson’s Vision - Vereinigtes Königreich - 1974: für das Album Ben - 1979: für die Autorenbeteiligung Shake Your Body (Down to the Ground) (The Jacksons) - 1981: für das Album The Best of Michael Jackson - 1981: für die Autorenbeteiligung Can You Feel It (The Jacksons) - 1983: für die Single Say Say Say - 1985: für die Single We Are the World - 2016: für die Autorenbeteiligung Beat It (Fall Out Boy) - 2018: für die Single Hold My Hand - 2020: für die Single I Just Can’t Stop Loving You - 2020: für die Single Human Nature - 2021: für die Single Blood on the Dance Floor - 2021: für die Single Scream / Childhood - 2021: für die Single Stranger in Moscow - 2021: für die Single Rockin’ Robin - 2023: für die Single Off the Wall - 2023: für das Album Scream - 2023: für die Single Ben - 2023: für die Single Leave Me Alone - 2024: für das Lied Chicago - 2025: für die Single The Girl Is Mine - Argentinien - 2001: für das Album Invincible - 2003: für das Album Number Ones - 2008: für das Album Thriller 25 - Australien - 1991: für die Single Do the Bartman (The Simpsons) - 1992: für die Single In the Closet - 1993: für die Single Give In to Me - 1995: für die Single Scream / Childhood - 1997: für die Single Blood on the Dance Floor - 1998: für die Autorenbeteiligung Feel It (The Tamperer featuring Maya) - 2001: für die Single You Rock My World - 2008: für die Single Wanna Be Startin’ Somethin’ 2008 - 2009: für die Single Don’t Stop ’Til You Get Enough - 2009: für die Single The Way You Make Me Feel - 2009: für die Single Heal the World - 2009: für die Single Remember the Time - 2009: für die Single They Don’t Care About Us - 2009: für das Album Greatest Hits – HIStory Volume I - 2009: für das Videoalbum The One - 2010: für das Album Michael - 2012: für das Videoalbum Live At Wembley - 2014: für das Album Xscape - 2015: für das Album The Motown Years - Belgien - 1995: für die Single You Are Not Alone - 1996: für die Single Earth Song - 1996: für die Single They Don’t Care About Us - 2001: für die Single You Rock My World - 2001: für die Autorenbeteiligung Smooth Criminal (Alien Ant Farm) - 2007: für das Album The Essential Michael Jackson - 2008: für das Album Thriller 25 - 2009: für das Album Greatest Hits – HIStory Volume I - 2009: für das Album The Motown Years - 2014: für das Album Xscape - 2015: für die Single Love Never Felt So Good - 2016: für die Autorenbeteiligung King Kunta (Kendrick Lamar) - Brasilien - 1991: für das Album Dangerous - 1995: für das Album HIStory – Past, Present and Future Book I - 2002: für das Videoalbum HIStory on Film – Volume II - 2008: für das Album Thriller 25 - 2024: für die Autorenbeteiligung Beat It (Fall Out Boy) - 2024: für die Autorenbeteiligung King Kunta (Kendrick Lamar) - Dänemark - 2001: für das Album Invincible - 2009: für die Single Dirty Diana - 2009: für das Videoalbum Number Ones - 2014: für das Streaming Billie Jean - 2014: für das Streaming Love Never Felt So Good - 2021: für das Album Off the Wall - 2021: für die Single P.Y.T. (Pretty Young Thing) - 2023: für die Single Human Nature - 2023: für die Single Earth Song - 2023: für die Single Heal the World - 2024: für die Single Remember the Time - 2024: für die Single Hold My Hand - 2024: für die Single You Rock My World (Digital) - 2025: für die Single Somebody’s Watching Me - Deutschland - 1992: für die Single Black or White - 1993: für die Single Heal the World - 1995: für die Single You Are Not Alone - 1997: für die Single Blood on the Dance Floor - 1997: für das Album Blood on the Dance Floor – HIStory in the Mix - 2003: für das Album Number Ones - 2014: für das Album Xscape - 2018: für die Autorenbeteiligung Smooth Criminal (Alien Ant Farm) - 2021: für die Autorenbeteiligung Look Back at It (A Boogie wit da Hoodie) - 2023: für das Album The Collection - 2023: für das Album Thriller - 2023: für die Single Smooth Criminal - 2023: für die Single Hold My Hand - Finnland - 1987: für das Album Bad - 1997: für das Album Blood on the Dance Floor – HIStory in the Mix - 2001: für das Album Invincible - 2008: für die Autorenbeteiligung Don’t Stop the Music (Rihanna) - 2009: für das Album Michael Jackson’s This Is It - 2009: für das Videoalbum Number Ones - 2009: für das Album The Essential Michael Jackson - 2010: für das Album Michael - Frankreich - 1983: für die Single Say Say Say - 1995: für die Single You Are Not Alone - 1996: für die Single Earth Song - 2001: für die Single You Rock My World - 2002: für das Videoalbum History 1 & 2 - 2022: für die Single Don’t Matter to Me - 2023: für die Single Say Say Say (mit Kygo) - Hongkong - 1983: für das Album Off the Wall - Irland - 2011: für das Album Michael - Israel - 1993: für das Album Bad - Italien - 2009: für das Album HIStory – Past, Present and Future Book I - 2011: für die Single Hold My Hand - 2013: für das Album Blood on the Dance Floor – HIStory in the Mix - 2013: für das Album Invincible - 2014: für das Album Xscape - 2014: für die Single We Are the World - 2016: für das Album Number Ones - 2019: für die Single Don’t Matter to Me - 2019: für die Single Smooth Criminal - 2019: für die Single Heal the World - 2021: für die Single Black or White - 2021: für die Single Don’t Stop ’Til You Get Enough - 2024: für die Single Man in the Mirror - Japan - 1994: für das Album Thriller - 1994: für das Album Bad - 1997: für das Album Blood on the Dance Floor – HIStory in the Mix - 2009: für das Videoalbum History on Film - 2009: für das Album The Essential Michael Jackson - 2009: für das Videoalbum HIStory on Film – Volume II - 2009: für die Single Bad (Mobile Downloads) - 2009: für die Single Billie Jean (Mobile Downloads) - 2010: für die Single Black or White (Mobile Downloads) - 2010: für die Single Heal the World (Mobile Downloads) - 2010: für die Single Smooth Criminal (Mobile Downloads) - 2010: für das Videoalbum Michael Jackson’s Vision - 2010: für das Album Michael - 2014: für das Album Xscape - Kanada - 1979: für die Autorenbeteiligung Shake Your Body (Down to the Ground) (The Jacksons) - 1984: für die Autorenbeteiligung Eat It (Weird Al Yankovic) - 1984: für die Autorenbeteiligung State of Shock (The Jacksons) - 1997: für das Album Blood on the Dance Floor – HIStory in the Mix - 2008: für das Album Thriller 25 - 2014: für das Album Xscape - 2018: für die Single Don’t Matter to Me - 2024: für die Single I Just Can’t Stop Loving You - 2024: für die Single Earth Song - 2024: für die Single Will You Be There - 2024: für die Single Heal the World - 2024: für die Single The Girl Is Mine - Mexiko - 2001: für das Album Invincible - 2005: für das Album Number Ones - 2009: für das Album The Essential Michael Jackson - 2009: für das Album Greatest Hits – HIStory Volume I - 2009: für das Album King of Pop - 2010: für das Album Michael Jackson’s This Is It - 2015: für die Single Smooth Criminal - 2022: für die Single Human Nature - 2022: für die Single P.Y.T. (Pretty Young Thing) - 2022: für die Single The Girl Is Mine - 2023: für die Single Beat It - Neuseeland - 1991: für die Single Do the Bartman (The Simpsons) - 1993: für die Single Give In to Me - 2001: für die Autorenbeteiligung Don’t Stop Movin’ (S Club 7) - 2009: für die Single Scream / Childhood - 2009: für die Single You Are Not Alone - 2009: für die Single Heal the World - 2009: für die Single Will You Be There - 2011: für das Album Michael - 2011: für die Single Hold My Hand - 2011: für das Videoalbum Michael Jackson’s Vision - 2011: für das Videoalbum Video Greatest Hits – HIStory - 2020: für die Single Bad - 2021: für das Album The Best of Michael Jackson & the Jackson Five - 2021: für die Single Human Nature - 2022: für die Single Wanna Be Startin’ Somethin’ - 2022: für die Single Dirty Diana - 2023: für das Lied Chicago - 2023: für die Single Earth Song - Niederlande - 1983: für die Single Beat It - 2010: für das Album The Collection - 2010: für das Album Thriller 25 - 2011: für das Album Michael - Norwegen - 1996: für die Single Earth Song - 1996: für die Single They Don’t Care About Us - 2001: für die Single You Rock My World - 2002: für die Autorenbeteiligung Smooth Criminal (Alien Ant Farm) - 2003: für das Album Greatest Hits – HIStory Volume I - Österreich - 1995: für die Single You Are Not Alone - 1996: für die Single They Don’t Care About Us - 1997: für das Album Blood on the Dance Floor – HIStory in the Mix - 2001: für das Album Invincible - 2003: für das Album Number Ones - 2003: für das Videoalbum Video Greatest Hits – HIStory - 2010: für das Videoalbum Michael Jackson’s Vision - 2014: für das Album Xscape - 2023: für die Autorenbeteiligung Look Back at It (A Boogie wit da Hoodie) - Polen - 1997: für das Album Blood on the Dance Floor – HIStory in the Mix - 2003: für das Album Invincible - 2009: für das Videoalbum Number Ones - 2012: für das Album Bad 25 - 2012: für das Videoalbum Live At Wembley - Portugal - 2006: für das Album Invincible - 2009: für das Album The Collection - 2010: für das Album Michael - 2019: für die Single Don’t Matter to Me - 2022: für die Autorenbeteiligung Look Back at It (A Boogie wit da Hoodie) - Schweden - 2001: für das Album Invincible - 2001: für die Autorenbeteiligung Smooth Criminal (Alien Ant Farm) - 2001: für die Autorenbeteiligung Don’t Stop Movin’ - 2005: für das Album The Essential Michael Jackson - 2008: für das Album Thriller 25 - 2009: für das Album King of Pop - 2009: für das Album The Collection - 2010: für das Album Michael - 2014: für das Album Xscape - Schweiz - 1995: für die Single You Are Not Alone - 2002: für die Autorenbeteiligung Smooth Criminal (Alien Ant Farm) - 2003: für das Album Number Ones - 2008: für das Album Thriller 25 - 2014: für das Album Xscape - Singapur - 2019: für das Album Bad - Spanien - 2009: für das Album Number Ones - 2009: für das Videoalbum The One - 2010: für das Videoalbum Michael Jackson’s Vision - 2011: für die Single Hold My Hand - 2014: für das Album Xscape - 2024: für die Single Black or White - 2024: für die Single Don’t Stop ’Til You Get Enough - 2024: für die Single Love Never Felt So Good - 2024: für die Single Heal the World - 2024: für die Single The Way You Make Me Feel - 2024: für die Single Beat It - 2024: für die Single Rock with You - 2025: für die Single They Don’t Care About Us - Südafrika - 1980: für das Album Off the Wall - Thailand - 1993: für das Album Bad - Tschechien - 1996: für das Album Dangerous - Ungarn - 2010: für das Album The Essential Michael Jackson - 2010: für das Album Michael - Vereinigte Staaten - 1984: für die Single Somebody’s Watching Me (Physisch) - 1984: für die Autorenbeteiligung State of Shock (The Jacksons) - 1987: für die Single I Just Can’t Stop Loving You - 1989: für die Autorenbeteiligung Eat It (Weird Al Yankovic) - 1992: für die Single In the Closet - 1992: für die Autorenbeteiligung Centipede (Rebbie Jackson) - 2005: für das Videoalbum The One - 2009: für den Mastertone Thriller - 2009: für den Mastertone Billie Jean - 2009: für den Mastertone Beat It - 2012: für die Single Somebody’s Watching Me (Digital) - 2013: für das Videoalbum Live At Wembley - 2013: für das Album Got to Be There - 2014: für das Album Xscape - 2018: für die Single They Don’t Care About Us - 2018: für die Single Earth Song - 2018: für die Single You Rock My World - 2018: für die Single Hold My Hand - 2022: für das Lied The Lady in My Life - Vereinigtes Königreich - 1981: für die Single One Day in Your Life - 1984: für das Album Farewell My Summer Love - 1991: für die Single Do the Bartman (The Simpsons) - 1993: für die Single Heal the World - 2013: für das Album The Motown Years - 2013: für das Videoalbum Michael Jackson’s Vision - 2013: für das Videoalbum Ghosts - 2013: für das Videoalbum The One - 2013: für das Album Greatest Hits – HIStory Volume I - 2014: für das Album Xscape - 2022: für das Videoalbum Live At Wembley - 2023: für die Single Somebody’s Watching Me - 2024: für die Single Wanna Be Startin’ Somethin’ - 2025: für die Single Remember the Time - Frankreich - 2005: für das Album The Essential Michael Jackson | - Argentinien - 1995: für das Album HIStory – Past, Present and Future Book I - 1998: für das Videoalbum HIStory on Film – Volume II - 2002: für das Videoalbum Dangerous – The Short Films - 2004: für das Videoalbum The One - 2005: für das Videoalbum Live in Bucharest: The Dangerous Tour - 2008: für das Videoalbum Live in Japan - 2009: für das Videoalbum Number Ones - 2009: für das Videoalbum Video Greatest Hits – HIStory - Australien - 1995: für die Single You Are Not Alone - 2003: für die Single The 12" Mixes - 2009: für das Album Blood on the Dance Floor – HIStory in the Mix - 2009: für das Album Michael Jackson’s This Is It - 2009: für die Single Beat It - 2009: für die Single Bad - 2009: für das Videoalbum History 1 & 2 - 2019: für die Autorenbeteiligung Look Back at It (A Boogie wit da Hoodie) - Belgien - 1997: für das Album Blood on the Dance Floor – HIStory in the Mix - 1998: für die Autorenbeteiligung Feel It (The Tamperer featuring Maya) - 2001: für das Album Invincible - 2008: für die Autorenbeteiligung Don’t Stop the Music (Rihanna) - 2009: für das Album King of Pop - 2009: für das Album The Collection - 2011: für das Album Michael - Dänemark - 2001: für die Single You Rock My World (Physisch) - 2009: für das Album Michael Jackson’s This Is It - 2011: für das Album Michael - 2020: für die Single Man in the Mirror - 2021: für die Single Don’t Matter to Me - 2021: für die Single Love Never Felt So Good - 2022: für die Single The Way You Make Me Feel - 2023: für die Single Smooth Criminal - 2023: für die Single Black or White - 2023: für die Single Thriller - 2023: für die Single They Don’t Care About Us - 2023: für die Autorenbeteiligung King Kunta (Kendrick Lamar) - 2023: für die Autorenbeteiligung Look Back at It (A Boogie wit da Hoodie) - 2024: für das Album Xscape - 2024: für die Single Rock with You - 2025: für die Single Don’t Stop ’Til You Get Enough - Deutschland - 1997: für das Videoalbum Dangerous – The Short Films - 2001: für das Album Invincible - 2002: für das Videoalbum HIStory on Film – Volume II - 2023: für die Single Beat It - 2023: für das Album Michael - 2023: für das Videoalbum Live in Bucharest: The Dangerous Tour - 2023: für die Single Love Never Felt So Good - Europa - 1996: für die Single You Are Not Alone - 1996: für die Single They Don’t Care About Us - 2003: für das Album Number Ones - 2009: für das Album Off the Wall - 2009: für das Album Thriller - 2009: für das Album Bad - 2009: für das Album King of Pop - 2009: für das Album Thriller 25 - 2009: für das Album Michael Jackson’s This Is It - 2010: für das Album Michael - Finnland - 1984: für das Album Thriller - 1992: für das Album Dangerous - 1997: für das Album HIStory – Past, Present and Future Book I - Frankreich - 1983: für die Single Billie Jean - 1983: für die Single Beat It - 1984: für die Single Thriller - 1985: für die Single We Are the World - 1995: für das Album Off the Wall - 1997: für das Album Blood on the Dance Floor – HIStory in the Mix - 2001: für das Album Invincible - 2009: für das Album King of Pop - 2010: für das Album The Collection - 2014: für das Album Xscape - 2022: für die Autorenbeteiligung Look Back at It (A Boogie wit da Hoodie) - GCC - 2009: für das Album King of Pop - 2009: für das Album Michael Jackson’s This Is It - Griechenland - 2010: für das Album Michael Jackson’s This Is It - Hongkong - 1984: für das Album Thriller - 1988: für das Album Bad - 1997: für das Album Blood on the Dance Floor – HIStory in the Mix - Irland - 2005: für das Album The Essential Michael Jackson - 2009: für das Album Michael Jackson’s This Is It - Israel - 1993: für das Album Dangerous - Italien - 1996: für das Album HIStory – Past, Present and Future Book I - 2010: für das Album Dangerous - 2013: für das Album The Collection - 2013: für das Album The Essential Michael Jackson - 2014: für die Single Thriller - 2014: für die Single Love Never Felt So Good - 2023: für die Single Beat It - 2023: für die Autorenbeteiligung Don’t Stop the Music (Rihanna) - 2025: für das Album Off the Wall - Japan - 2001: für das Album Invincible - 2009: für das Album Number Ones - 2009: für die Single Thriller (Mobile Downloads) - 2009: für das Album Michael Jackson’s This Is It - 2009: für das Videoalbum Live in Bucharest: The Dangerous Tour - 2010: für das Videoalbum Number Ones - 2014: für die Single Beat It (Digital) - Kanada - 1980: für das Album Off the Wall - 1984: für die Single Say Say Say - 2011: für das Album Michael - 2024: für das Album Invincible - 2024: für die Single Hold My Hand - 2024: für die Single You Rock My World - 2024: für die Single They Don’t Care About Us - 2024: für die Single Dirty Diana - 2024: für die Single Human Nature - 2024: für die Single Wanna Be Startin’ Somethin’ - 2024: für die Single You Are Not Alone - 2024: für die Single Remember the Time - Neuseeland - 1985: für die Single We Are the World - 2002: für die Autorenbeteiligung Smooth Criminal (Alien Ant Farm) - 2008: für die Autorenbeteiligung Don’t Stop the Music (Rihanna) - 2009: für das Album Blood on the Dance Floor – HIStory in the Mix - 2009: für das Album Invincible - 2020: für die Single Love Never Felt So Good - 2020: für das Album King of Pop - 2021: für die Single Don’t Matter to Me - 2021: für die Single P.Y.T. (Pretty Young Thing) - 2023: für die Single Remember the Time - 2023: für die Single They Don’t Care About Us - 2024: für die Single The Girl Is Mine - 2024: für die Single You Rock My World - Niederlande - 1986: für das Album Off the Wall - 1987: für das Album Bad - 1997: für das Album Blood on the Dance Floor – HIStory in the Mix - 2001: für das Album Invincible - Norwegen - 1987: für das Album Bad - 1995: für das Album HIStory – Past, Present and Future Book I - 2001: für das Album Invincible - Österreich - 1996: für die Single Earth Song - 2010: für das Album Michael Jackson’s This Is It - 2011: für das Album Michael - Polen - 1996: für das Album HIStory – Past, Present and Future Book I - 2008: für das Album Thriller 25 - 2009: für das Album Michael Jackson’s This Is It - 2009: für das Videoalbum Live in Bucharest: The Dangerous Tour - 2010: für das Videoalbum Michael Jackson’s Vision - 2011: für das Album Michael - 2014: für das Album Xscape - 2017: für das Album Number Ones - Portugal - 1989: für das Album Bad - 2009: für das Album Thriller - 2009: für das Album Thriller 25 - 2010: für das Videoalbum Live in Bucharest: The Dangerous Tour - Russland - 2009: für das Album King of Pop - 2009: für das Album Michael Jackson’s This Is It - Schweden - 1996: für das Album HIStory – Past, Present and Future Book I - 2010: für die Autorenbeteiligung Don’t Stop the Music (Rihanna) - 2010: für das Album Michael Jackson’s This Is It - 2011: für die Single Hold My Hand - 2018: für die Single Don’t Matter to Me - Schweiz - 1996: für die Single Earth Song - 1997: für das Album Blood on the Dance Floor – HIStory in the Mix - 2001: für das Album Invincible - Singapur - 2021: für das Album HIStory – Past, Present and Future Book I - Spanien - 1997: für das Album Blood on the Dance Floor – HIStory in the Mix - 2001: für das Album Invincible - 2009: für das Album Thriller 25 - 2009: für das Videoalbum HIStory on Film – Volume II - 2009: für das Videoalbum Number Ones - 2009: für das Videoalbum History on Film - 2010: für das Videoalbum Dangerous – The Short Films - 2010: für das Album Michael - 2014: für das Album King of Pop - 2014: für das Album The Collection - 2024: für die Single Smooth Criminal - Südafrika - 2002: für die Single You Rock My World - Tschechien - 1996: für das Album HIStory – Past, Present and Future Book I - Ungarn - 2010: für das Album Thriller - 2010: für das Album Dangerous - 2010: für das Album King of Pop - Vereinigte Staaten - 1979: für die Autorenbeteiligung Shake Your Body (Down to the Ground) (The Jacksons) - 1989: für die Single Don’t Stop ’Til You Get Enough - 1992: für die Single Say Say Say - 1995: für die Single Scream / Childhood - 1995: für die Single You Are Not Alone - 2000: für das Album Blood on the Dance Floor – HIStory in the Mix - 2011: für das Album Michael - 2013: für das Album The Ultimate Collection - 2013: für das Album Greatest Hits – HIStory Volume I - 2014: für die Single Love Never Felt So Good - 2018: für die Single Human Nature - 2018: für die Single Wanna Be Startin’ Somethin’ - 2018: für die Single Bad - 2018: für die Single Dirty Diana - 2018: für die Single Will You Be There - 2018: für die Single Off the Wall - 2018: für die Autorenbeteiligung King Kunta (Kendrick Lamar) - 2022: für die Single She’s Out of My Life - 2022: für die Single The Girl Is Mine - 2023: für die Autorenbeteiligung Beat It (Fall Out Boy) - Vereinigtes Königreich - 1983: für das Album 18 Greatest Hits - 1988: für das Album Love Songs - 1989: für das Album The Michael Jackson Mix - 2001: für das Album Invincible - 2009: für das Album Thriller 25 - 2009: für das Album King of Pop - 2011: für das Album Michael - 2013: für das Album The Best of Michael Jackson & the Jackson Five - 2013: für das Videoalbum The Life of an Icon - 2013: für das Videoalbum Number Ones - 2013: für das Videoalbum History 1 & 2 - 2013: für das Videoalbum Dangerous – The Short Films - 2018: für die Single You Are Not Alone - 2019: für die Autorenbeteiligung Smooth Criminal (Alien Ant Farm) - 2020: für die Single Don’t Stop ’Til You Get Enough - 2020: für die Single Love Never Felt So Good - 2021: für die Single The Way You Make Me Feel - 2021: für die Single Don’t Matter to Me - 2022: für die Autorenbeteiligung Feel It (The Tamperer featuring Maya) - 2022: für die Autorenbeteiligung King Kunta (Kendrick Lamar) - 2023: für die Single Rock with You - 2023: für die Single They Don’t Care About Us - 2023: für die Single Black or White - 2023: für die Single P.Y.T. (Pretty Young Thing) - 2024: für die Single You Rock My World - 2024: für die Single Dirty Diana - 2024: für die Single Bad - 2024: für das Album Blood on the Dance Floor – HIStory in the Mix - 2024: für die Autorenbeteiligung Look Back at It (A Boogie wit da Hoodie) - Deutschland - 1996: für die Single They Don’t Care About Us - 2004: für das Videoalbum Video Greatest Hits – HIStory - 2023: für das Album Michael Jackson’s This Is It - 2024: für die Single Billie Jean - Mexiko - 2009: für das Album Bad - 2009: für das Album Thriller 25 - 2015: für die Single Love Never Felt So Good - 2019: für das Album Xscape - Australien - 1991: für die Single Black or White - 2001: für das Album Invincible - 2001: für die Autorenbeteiligung Smooth Criminal (Alien Ant Farm) - 2001: für die Autorenbeteiligung Don’t Stop Movin’ (S Club 7) - 2009: für das Album King of Pop - 2009: für das Videoalbum Dangerous – The Short Films - 2010: für das Videoalbum Michael Jackson’s Vision - 2022: für die Single Don’t Matter to Me - Belgien - 2009: für das Album Michael Jackson’s This Is It - Brasilien - 2024: für die Single Don’t Matter to Me - Dänemark - 2009: für das Album Blood on the Dance Floor – HIStory in the Mix - 2024: für die Single Beat It - 2024: für die Autorenbeteiligung Don’t Stop the Music (Rihanna) - Deutschland - 1996: für die Single Earth Song - Europa - 1997: für das Album Blood on the Dance Floor – HIStory in the Mix - 2001: für das Album Invincible - 2009: für das Album The Essential Michael Jackson - Frankreich - 1998: für das Videoalbum Ghosts - 2004: für das Videoalbum Number Ones - 2010: für das Album Michael - Indonesien - 1996: für das Album HIStory – Past, Present and Future Book I - Israel - 1993: für das Album Thriller - Italien - 2009: für das Album King of Pop - 2011: für das Album Michael - 2019: für die Autorenbeteiligung Look Back at It (A Boogie wit da Hoodie) - 2020: für das Album Bad - 2021: für die Single Billie Jean - Japan - 1992: für das Album Dangerous - 1995: für das Album HIStory – Past, Present and Future Book I - Kanada - 2024: für die Single Love Never Felt So Good - 2024: für die Single Rock with You - 2024: für die Single Bad - 2024: für die Single P.Y.T. (Pretty Young Thing) - Mexiko - 2004: für das Album HIStory – Past, Present and Future Book I - 2022: für die Single Billie Jean - Neuseeland - 2010: für das Album Michael Jackson’s This Is It - 2022: für die Single Man in the Mirror - 2023: für die Single Thriller - 2023: für die Single The Way You Make Me Feel - 2024: für die Single Black or White - 2024: für die Single Don’t Stop ’Til You Get Enough - 2025: für die Single Smooth Criminal - Niederlande - 2010: für das Album King of Pop – The Dutch Collection - 2010: für das Videoalbum This Is It - Österreich - 1996: für das Album HIStory – Past, Present and Future Book I - Polen - 2009: für das Album The Collection - Portugal - 1992: für das Album Dangerous - Russland - 2008: für das Album Number Ones - 2011: für das Album Michael - Schweden - 1988: für das Album Bad - Schweiz - 1987: für das Album Bad - Spanien - 2010: für die Single Thriller - 2014: für das Album Michael Jackson’s This Is It - 2014: für das Videoalbum Live in Bucharest: The Dangerous Tour - Südafrika - 2002: für das Album Invincible - Südkorea - 1996: für das Album HIStory – Past, Present and Future Book I - Thailand - 1993: für das Album Dangerous - 1996: für das Album HIStory – Past, Present and Future Book I - Ungarn - 2009: für das Album Michael Jackson’s This Is It - Vereinigte Staaten - 2002: für das Album Invincible - 2009: für das Album Michael Jackson’s This Is It - 2018: für die Single The Way You Make Me Feel - 2018: für die Single Smooth Criminal - Vereinigtes Königreich - 2013: für das Videoalbum Live in Bucharest: The Dangerous Tour - 2013: für das Videoalbum HIStory on Film – Volume II - 2016: für das Album Michael Jackson’s This Is It - 2021: für die Single Earth Song - 2022: für die Single Man in the Mirror - 2023: für die Single Thriller - 2023: für die Autorenbeteiligung Don’t Stop the Music (Rihanna) - 2024: für die Autorenbeteiligung Don’t Stop Movin’ (S Club 7) - 2025: für die Single Smooth Criminal | - Deutschland - 2023: für die Autorenbeteiligung Don’t Stop the Music (Rihanna) - Mexiko - 2009: für das Album Dangerous - 2022: für das Album Thriller - Brasilien - 2023: für die Single Love Never Felt So Good - Dänemark - 2010: für das Album The Collection - 2022: für das Album Dangerous - 2023: für die Single Billie Jean - 2024: für das Album The Essential Michael Jackson - Deutschland - 1995: für das Album Thriller - 1997: für das Album HIStory – Past, Present and Future Book I - Frankreich - 1998: für das Videoalbum HIStory on Film – Volume II - 2005: für das Videoalbum Live in Bucharest: The Dangerous Tour - 2009: für das Album Michael Jackson’s This Is It - Europa - 1996: für die Single Earth Song - Hongkong - 1996: für das Album HIStory – Past, Present and Future Book I - Japan - 1985: für die Single We Are the World - 2013: für das Album King of Pop - Kanada - 1985: für die Single We Are the World - 2024: für die Single Don’t Stop ’Til You Get Enough - 2024: für die Single Man in the Mirror - 2024: für die Single The Way You Make Me Feel - 2024: für die Single Black or White - Malaysia - 1996: für das Album HIStory – Past, Present and Future Book I - Mexiko - 2004: für das Album Bad - 2004: für das Album Off the Wall - 2009: für das Videoalbum Dangerous – The Short Films - Neuseeland - 2024: für die Single Beat It - 2024: für die Single Rock with You - Niederlande - 1996: für das Album Dangerous - 1996: für das Album HIStory – Past, Present and Future Book I - Portugal - 2025: für die Single Billie Jean - Schweden - 1992: für das Album Dangerous - Schweiz - 1996: für das Album HIStory – Past, Present and Future Book I - Singapur - 1996: für das Album HIStory – Past, Present and Future Book I - Spanien - 1987: für das Album Bad - 2009: für das Album HIStory – Past, Present and Future Book I - 2024: für die Single Billie Jean - Südafrika - 1984: für das Album Thriller - Vereinigte Staaten - 2009: für das Videoalbum Dangerous – The Short Films - 2018: für die Single Man in the Mirror - 2022: für die Single Black or White - 2022: für die Single Remember the Time - Vereinigtes Königreich - 2025: für die Single Beat It - Deutschland - 2023: für das Album King of Pop - Dänemark - 2020: für das Album Bad - 2023: für das Album Thriller - Deutschland - 1993: für das Album Dangerous - 1995: für das Album Bad - Italien - 2009: für das Album Michael Jackson’s This Is It - 2024: für das Album Thriller 25 - Kanada - 1990: für das Videoalbum Moonwalker - 2021: für die Autorenbeteiligung King Kunta (Kendrick Lamar) - Neuseeland - 2009: für das Album Number Ones - 2011: für das Videoalbum Live in Bucharest: The Dangerous Tour - 2020: für das Album The Essential Michael Jackson - 2023: für die Autorenbeteiligung King Kunta (Kendrick Lamar) - Österreich - 1993: für das Album Bad - 1997: für das Album Dangerous - 2008: für das Album King of Pop - Schweden - 2008: für das Album Thriller - Vereinigte Staaten - 1985: für die Single We Are the World - 2022: für die Single P.Y.T. (Pretty Young Thing) - Vereinigtes Königreich - 1996: für das Album HIStory – Past, Present and Future Book I - 2013: für das Videoalbum Video Greatest Hits – HIStory - 2024: für die Single Billie Jean - Mexiko - 2022: für die Single Thriller - Taiwan - 1996: für das Album HIStory – Past, Present and Future Book I - Australien - 2009: für das Album Off the Wall - 2009: für das Videoalbum Video Greatest Hits – HIStory - 2015: für die Autorenbeteiligung Don’t Stop the Music (Rihanna) - Belgien - 1996: für das Album HIStory – Past, Present and Future Book I - Chile - 1994: für das Album Dangerous - Europa - 1992: für das Album Dangerous - Irland - 2010: für das Videoalbum This Is It - Kanada - 1995: für das Album HIStory – Past, Present and Future Book I - 2024: für das Album Michael Jackson’s This Is It - Schweiz - 1993: für das Album Dangerous - Vereinigte Staaten - 2011: für das Videoalbum Michael Jackson’s Vision - 2021: für das Album Number Ones - 2021: für das Album The Essential Michael Jackson - 2022: für die Single Don’t Stop ’Til You Get Enough (Digital) - 2022: für die Single Rock with You - Mexiko - 2009: für das Videoalbum HIStory on Film – Volume II - Australien - 2009: für das Album Bad - 2013: für das Album Number Ones - 2021: für die Single Thriller - Dänemark - 2008: für das Album Thriller - Europa - 1996: für das Album HIStory – Past, Present and Future Book I - Kanada - 1993: für das Album Dangerous - 2024: für die Single Thriller - 2024: für die Single Beat It - Neuseeland - 2009: für das Album Off the Wall - 2009: für das Album Dangerous - 2009: für das Videoalbum Number Ones - 2025: für die Single Billie Jean - Schweiz - 1995: für das Album Thriller - Singapur - 1993: für das Album Dangerous - Spanien - 1993: für das Album Dangerous - 2008: für die Autorenbeteiligung Don’t Stop the Music (Rihanna) - Vereinigte Staaten - 2009: für das Videoalbum History on Film - 2022: für die Autorenbeteiligung Don’t Stop the Music (Rihanna) - 2023: für die Autorenbeteiligung Look Back at It (A Boogie wit da Hoodie) - Vereinigtes Königreich - 1992: für das Album Off the Wall - 1993: für das Album Dangerous - 2024: für das Album The Essential Michael Jackson - Mexiko - 2009: für das Videoalbum Video Greatest Hits – HIStory - Australien - 2009: für das Videoalbum HIStory on Film – Volume II - 2024: für die Autorenbeteiligung King Kunta (Kendrick Lamar) - Kanada - 2023: für die Autorenbeteiligung Look Back at It (A Boogie wit da Hoodie) - Malaysia - 1993: für das Album Dangerous - Australien - 2009: für das Album HIStory – Past, Present and Future Book I - Niederlande - 1996: für das Album Thriller - Österreich - 2008: für das Album Thriller - Vereinigte Staaten - 1989: für das Videoalbum Moonwalker - 2013: für das Videoalbum Live in Bucharest: The Dangerous Tour - 2018: für das Album Dangerous - 2018: für das Album HIStory – Past, Present and Future Book I - 2022: für die Single Beat It - Australien - 2018: für das Album The Essential Michael Jackson - 2023: für die Single Billie Jean - Neuseeland - 2012: für das Album Bad - Vereinigte Staaten - 2009: für das Videoalbum Video Greatest Hits – HIStory - 2021: für das Album Off the Wall - Vereinigtes Königreich - 2019: für das Videoalbum Moonwalker - Australien - 2011: für das Album Dangerous - Neuseeland - 1997: für das Album HIStory – Past, Present and Future Book I - Vereinigtes Königreich - 2022: für das Album Number Ones - Dänemark - 2021: für das Album HIStory – Past, Present and Future Book I - Vereinigte Staaten - 2021: für das Album Bad - Neuseeland - 2009: für das Album Thriller - Vereinigte Staaten - 2009: für das Videoalbum Number Ones - Vereinigtes Königreich - 2013: für das Videoalbum This Is It - Australien - 2012: für das Videoalbum Live in Bucharest: The Dangerous Tour - Vereinigtes Königreich - 2021: für das Album Bad - Vereinigtes Königreich - 2021: für das Album Thriller - Australien - 2023: für das Album Thriller - Australien - 2014: für das Videoalbum Number Ones - Vereinigte Staaten - 2021: für das Album Thriller - Argentinien - für das Album Thriller - Brasilien - 2024: für die Autorenbeteiligung Don’t Stop the Music (Rihanna) - Frankreich - 1988: für das Album Thriller - 1989: für das Album Bad - 1992: für das Album Dangerous - 1996: für das Album HIStory – Past, Present and Future Book I - 1997: für das Videoalbum Video Greatest Hits – HIStory - 2010: für das Videoalbum Michael Jackson’s Vision - Kanada - 2024: für die Single Billie Jean - 2025: für das Album Bad - Mexiko - 2022: für die Single Billie Jean - 2023: für die Single Beat It - Polen - 2009: für das Album King of Pop - Vereinigte Staaten - 2022: für die Single Billie Jean - 2022: für die Single Thriller - Mexiko - 2022: für das Album Thriller - Kanada - 2022: für das Album Thriller |

## Auszeichnungen nach Alben

### Got to Be There
| Land/Region               | Auszeichnungen für Musikverkäufe (Land/Region, Auszeichnung, Verkäufe) | Verkäufe |
| ------------------------- | ---------------------------------------------------------------------- | -------- |
| Vereinigte Staaten (RIAA) | Gold                                                                   | 500.000  |
| Insgesamt                 | 1× Gold ·                                                              | 500.000  |

### Ben
| Land/Region                  | Auszeichnungen für Musikverkäufe (Land/Region, Auszeichnung, Verkäufe) | Verkäufe |
| ---------------------------- | ---------------------------------------------------------------------- | -------- |
| Vereinigtes Königreich (BPI) | Silber                                                                 | 60.000   |
| Insgesamt                    | 1× Silber ·                                                            | 60.000   |

### The Best of Michael Jackson
| Land/Region                  | Auszeichnungen für Musikverkäufe (Land/Region, Auszeichnung, Verkäufe) | Verkäufe |
| ---------------------------- | ---------------------------------------------------------------------- | -------- |
| Vereinigtes Königreich (BPI) | Silber                                                                 | 60.000   |
| Insgesamt                    | 1× Silber ·                                                            | 60.000   |

### Off the Wall
| Land/Region                  | Auszeichnungen für Musikverkäufe (Land/Region, Auszeichnung, Verkäufe) | Verkäufe    |
| ---------------------------- | ---------------------------------------------------------------------- | ----------- |
| Australien (ARIA)            | 5× Platin                                                              | 350.000     |
| Brasilien (PMB)              | —                                                                      | 60.000      |
| Dänemark (IFPI)              | Gold                                                                   | 10.000      |
| Europa (IFPI)                | Platin                                                                 | (1.000.000) |
| Frankreich (SNEP)            | Platin                                                                 | 300.000     |
| Hongkong (IFPI/HKRIA)        | Gold                                                                   | 10.000      |
| Italien (FIMI)               | Platin                                                                 | 50.000      |
| Kanada (MC)                  | Platin                                                                 | 100.000     |
| Mexiko (AMPROFON)            | 3× Platin                                                              | 750.000     |
| Neuseeland (RMNZ)            | 6× Platin                                                              | 90.000      |
| Niederlande (NVPI)           | Platin                                                                 | 100.000     |
| Südafrika (RISA)             | Gold                                                                   | 25.000      |
| Vereinigte Staaten (RIAA)    | 9× Platin                                                              | 9.000.000   |
| Vereinigtes Königreich (BPI) | 6× Platin                                                              | 1.800.000   |
| Insgesamt                    | 3× Gold · 34× Platin ·                                                 | 12.645.000  |

### Thriller/ Thriller 25
| Land/Region                  | Auszeichnungen für Musikverkäufe (Land/Region, Auszeichnung, Verkäufe) | Verkäufe    |
| ---------------------------- | ---------------------------------------------------------------------- | ----------- |
| Argentinien (CAPIF)          | Diamant · + Gold (Thriller 25)                                         | 576.779     |
| Australien (ARIA)            | 17× Platin                                                             | 1.190.000   |
| Belgien (BRMA)               | Gold (Thriller 25)                                                     | (300.000)   |
| Brasilien (PMB)              | Gold (Thriller 25)                                                     | 2.030.000   |
| Dänemark (IFPI)              | 6× Platin (2008) + · 4× Platin (2023)                                  | (260.000)   |
| Deutschland (BVMI)           | 3× Platin                                                              | (1.500.000) |
| Europa (IFPI)                | Platin · + Platin (Thriller 25)                                        | 20.000.000  |
| Finnland (IFPI)              | Platin                                                                 | (119.061)   |
| Frankreich (SNEP)            | Diamant                                                                | (3.500.000) |
| Hongkong (IFPI/HKRIA)        | Platin                                                                 | 50.000      |
| Israel (IFPI)                | 2× Platin                                                              | 80.000      |
| Italien (FIMI)               | 4× Platin (Thriller 25)                                                | (200.000)   |
| Japan (RIAJ)                 | Gold                                                                   | 100.000     |
| Kanada (MC)                  | 3× Diamant · + Gold (Thriller 25)                                      | 3.040.000   |
| Mexiko (AMPROFON)            | 2× Diamant · + 5× Gold · + 3× Gold (Thriller 25)                       | 2.590.000   |
| Neuseeland (RMNZ)            | 12× Platin                                                             | 180.000     |
| Niederlande (NVPI)           | 8× Platin · + Gold (Thriller 25)                                       | (1.425.000) |
| Norwegen (IFPI)              | —                                                                      | (150.000)   |
| Österreich (IFPI)            | 8× Platin                                                              | (400.000)   |
| Polen (ZPAV)                 | Platin (Thriller 25)                                                   | (20.000)    |
| Portugal (AFP)               | Platin · + Platin (Thriller 25)                                        | (70.000)    |
| Schweden (IFPI)              | 4× Platin · + Gold (Thriller 25)                                       | (420.000)   |
| Schweiz (IFPI)               | 6× Platin · + Gold (Thriller 25)                                       | (315.000)   |
| Singapur (RIAS)              | —                                                                      | 25.000      |
| Spanien (Promusicae)         | Platin (Thriller 25)                                                   | (540.000)   |
| Südafrika (RISA)             | 3× Platin                                                              | 150.000     |
| Ungarn (MAHASZ)              | Platin                                                                 | (20.000)    |
| Vereinigte Staaten (RIAA)    | 34× Platin                                                             | 34.000.000  |
| Vereinigtes Königreich (BPI) | 15× Platin · + Platin (Thriller 25)                                    | (4.800.000) |
| Insgesamt                    | 10× Gold · 103× Platin · 9× Diamant ·                                  | 61.821.779  |

### 18 Greatest Hits
| Land/Region                  | Auszeichnungen für Musikverkäufe (Land/Region, Auszeichnung, Verkäufe) | Verkäufe |
| ---------------------------- | ---------------------------------------------------------------------- | -------- |
| Vereinigtes Königreich (BPI) | Platin                                                                 | 300.000  |
| Insgesamt                    | 1× Platin ·                                                            | 300.000  |

### Farewell My Summer Love
| Land/Region                  | Auszeichnungen für Musikverkäufe (Land/Region, Auszeichnung, Verkäufe) | Verkäufe |
| ---------------------------- | ---------------------------------------------------------------------- | -------- |
| Vereinigtes Königreich (BPI) | Gold                                                                   | 100.000  |
| Insgesamt                    | 1× Gold ·                                                              | 100.000  |

### Bad/ Bad 25
| Land/Region                  | Auszeichnungen für Musikverkäufe (Land/Region, Auszeichnung, Verkäufe) | Verkäufe    |
| ---------------------------- | ---------------------------------------------------------------------- | ----------- |
| Australien (ARIA)            | 6× Platin                                                              | 420.000     |
| Brasilien (PMB)              | —                                                                      | 1.100.000   |
| Dänemark (IFPI)              | 4× Platin                                                              | (80.000)    |
| Deutschland (BVMI)           | 4× Platin                                                              | (2.000.000) |
| Europa (IFPI)                | Platin                                                                 | 10.500.000  |
| Finnland (IFPI)              | Gold                                                                   | (51.287)    |
| Frankreich (SNEP)            | Diamant                                                                | (1.000.000) |
| Hongkong (IFPI/HKRIA)        | Platin                                                                 | 20.000      |
| Indien (IMI)                 | —                                                                      | 200.000     |
| Irland (IRMA)                | —                                                                      | (120.000)   |
| Israel (IFPI)                | Gold                                                                   | 20.000      |
| Italien (FIMI)               | 2× Platin                                                              | (1.000.000) |
| Japan (RIAJ)                 | Gold                                                                   | 100.000     |
| Mexiko (AMPROFON)            | 3× Platin (2004) · + 3× Gold (2009)                                    | 1.100.000   |
| Kanada (MC)                  | Diamant                                                                | 1.000.000   |
| Neuseeland (RMNZ)            | 9× Platin                                                              | 135.000     |
| Niederlande (NVPI)           | Platin                                                                 | (500.000)   |
| Norwegen (IFPI)              | Platin                                                                 | (100.000)   |
| Österreich (IFPI)            | 4× Platin                                                              | (200.000)   |
| Polen (ZPAV)                 | Gold (Bad 25)                                                          | (10.000)    |
| Portugal (AFP)               | Platin                                                                 | (40.000)    |
| Schweden (IFPI)              | 2× Platin                                                              | (200.000)   |
| Schweiz (IFPI)               | 2× Platin                                                              | (100.000)   |
| Singapur (RIAS)              | Gold                                                                   | 35.000      |
| Spanien (Promusicae)         | 3× Platin                                                              | (300.000)   |
| Thailand (TECA)              | Gold                                                                   | 25.000      |
| Vereinigte Staaten (RIAA)    | 11× Platin                                                             | 11.000.000  |
| Vereinigtes Königreich (BPI) | 14× Platin                                                             | (4.200.000) |
| Insgesamt                    | 7× Gold · 60× Platin · 3× Diamant ·                                    | 25.655.000  |

### Love Songs
| Land/Region                  | Auszeichnungen für Musikverkäufe (Land/Region, Auszeichnung, Verkäufe) | Verkäufe |
| ---------------------------- | ---------------------------------------------------------------------- | -------- |
| Vereinigtes Königreich (BPI) | Platin                                                                 | 300.000  |
| Insgesamt                    | 1× Platin ·                                                            | 300.000  |

### The Michael Jackson Mix
| Land/Region                  | Auszeichnungen für Musikverkäufe (Land/Region, Auszeichnung, Verkäufe) | Verkäufe |
| ---------------------------- | ---------------------------------------------------------------------- | -------- |
| Vereinigtes Königreich (BPI) | Platin                                                                 | 300.000  |
| Insgesamt                    | 1× Platin ·                                                            | 300.000  |

### Dangerous
| Land/Region                  | Auszeichnungen für Musikverkäufe (Land/Region, Auszeichnung, Verkäufe) | Verkäufe   |
| ---------------------------- | ---------------------------------------------------------------------- | ---------- |
| Australien (ARIA)            | 10× Platin                                                             | 740.000    |
| Brasilien (PMB)              | Gold                                                                   | 500.000    |
| Chile (IFPI)                 | 5× Platin                                                              | 125.000    |
| Dänemark (IFPI)              | 3× Platin                                                              | 60.000     |
| Deutschland (BVMI)           | 4× Platin                                                              | 2.000.000  |
| Europa (IFPI)                | 5× Platin                                                              | 7.200.000  |
| Finnland (IFPI)              | Platin                                                                 | 61.896     |
| Frankreich (SNEP)            | Diamant                                                                | 2.100.000  |
| Israel (IFPI)                | Platin                                                                 | 40.000     |
| Italien (FIMI)               | Platin                                                                 | 450.000    |
| Japan (RIAJ)                 | 2× Platin                                                              | 400.000    |
| Kanada (MC)                  | 6× Platin                                                              | 600.000    |
| Malaysia (RIM)               | 7× Platin                                                              | 180.000    |
| Mexiko (AMPROFON)            | 5× Gold                                                                | 600.000    |
| Neuseeland (RMNZ)            | 6× Platin                                                              | 90.000     |
| Niederlande (NVPI)           | 3× Platin                                                              | 300.000    |
| Österreich (IFPI)            | 4× Platin                                                              | 200.000    |
| Portugal (AFP)               | 2× Platin                                                              | 80.000     |
| Schweden (IFPI)              | 3× Platin                                                              | 300.000    |
| Schweiz (IFPI)               | 5× Platin                                                              | 250.000    |
| Singapur (RIAS)              | 6× Platin                                                              | 90.000     |
| Spanien (Promusicae)         | 6× Platin                                                              | 600.000    |
| Thailand (TECA)              | 2× Platin                                                              | 100.000    |
| Tschechien (IFPI)            | Gold                                                                   | 25.000     |
| Ungarn (MAHASZ)              | Platin                                                                 | 20.000     |
| Vereinigte Staaten (RIAA)    | 8× Platin                                                              | 8.000.000  |
| Vereinigtes Königreich (BPI) | 6× Platin                                                              | 1.800.000  |
| Insgesamt                    | 3× Gold · 100× Platin · 1× Diamant ·                                   | 19.711.896 |

### The Best of Michael Jackson & the Jackson Five
| Land/Region                  | Auszeichnungen für Musikverkäufe (Land/Region, Auszeichnung, Verkäufe) | Verkäufe |
| ---------------------------- | ---------------------------------------------------------------------- | -------- |
| Neuseeland (RMNZ)            | Gold                                                                   | 7.500    |
| Vereinigtes Königreich (BPI) | Platin                                                                 | 300.000  |
| Insgesamt                    | 1× Gold · 1× Platin ·                                                  | 307.500  |

### HIStory – Past, Present and Future Book I/ Greatest Hits – HIStory Volume I
| Land/Region                  | Auszeichnungen für Musikverkäufe (Land/Region, Auszeichnung, Verkäufe) | Verkäufe    |
| ---------------------------- | ---------------------------------------------------------------------- | ----------- |
| Argentinien (CAPIF)          | Platin                                                                 | 60.000      |
| Australien (ARIA)            | 8× Platin · + Gold (Greatest Hits)                                     | 595.000     |
| Belgien (BRMA)               | 5× Platin · + Gold (Greatest Hits)                                     | (275.000)   |
| Brasilien (PMB)              | Gold                                                                   | 350.000     |
| Dänemark (IFPI)              | 11× Platin                                                             | (220.000)   |
| Deutschland (BVMI)           | 3× Platin                                                              | (1.500.000) |
| Europa (IFPI)                | 6× Platin                                                              | 6.000.000   |
| Finnland (IFPI)              | Platin                                                                 | (61.352)    |
| Frankreich (SNEP)            | Diamant                                                                | (1.000.000) |
| Hongkong (IFPI/HKRIA)        | 3× Platin                                                              | 60.000      |
| Indonesien (ASIRI)           | 2× Platin                                                              | 100.000     |
| Italien (FIMI)               | Platin (1996) · + Gold (2009)                                          | (135.000)   |
| Japan (RIAJ)                 | 2× Platin                                                              | 400.000     |
| Kanada (MC)                  | 5× Platin                                                              | 500.000     |
| Malaysia (RIM)               | 3× Platin                                                              | 150.000     |
| Mexiko (AMPROFON)            | 2× Platin · + Gold (Greatest Hits)                                     | 550.000     |
| Neuseeland (RMNZ)            | 10× Platin                                                             | 150.000     |
| Niederlande (NVPI)           | 3× Platin                                                              | (300.000)   |
| Norwegen (IFPI)              | Platin · + Gold (Greatest Hits)                                        | (70.000)    |
| Österreich (IFPI)            | 2× Platin                                                              | (100.000)   |
| Polen (ZPAV)                 | Platin                                                                 | (100.000)   |
| Schweden (IFPI)              | Platin                                                                 | (100.000)   |
| Schweiz (IFPI)               | 3× Platin                                                              | (150.000)   |
| Singapur (RIAS)              | 3× Platin (1996) · + Platin (2021)                                     | 55.000      |
| Spanien (Promusicae)         | 3× Platin                                                              | (180.000)   |
| Südkorea (KMCA)              | 2× Platin                                                              | 60.000      |
| Taiwan (RIT)                 | 9× Gold                                                                | 239.365     |
| Thailand (TECA)              | 2× Platin                                                              | 100.000     |
| Tschechien (IFPI)            | Platin                                                                 | (50.000)    |
| Vereinigte Staaten (RIAA)    | 8× Platin · + Platin (Greatest Hits)                                   | 9.000.000   |
| Vereinigtes Königreich (BPI) | 4× Platin · + Gold (Greatest Hits)                                     | (1.300.000) |
| Insgesamt                    | 8× Gold · 103× Platin · 1× Diamant ·                                   | 18.369.365  |

### Blood on the Dance Floor – HIStory in the Mix
| Land/Region                  | Auszeichnungen für Musikverkäufe (Land/Region, Auszeichnung, Verkäufe) | Verkäufe  |
| ---------------------------- | ---------------------------------------------------------------------- | --------- |
| Australien (ARIA)            | Platin                                                                 | 70.000    |
| Belgien (BRMA)               | Platin                                                                 | (50.000)  |
| Dänemark (IFPI)              | 2× Platin                                                              | (80.000)  |
| Deutschland (BVMI)           | Gold                                                                   | (250.000) |
| Europa (IFPI)                | 2× Platin                                                              | 2.000.000 |
| Finnland (IFPI)              | Gold                                                                   | (23.162)  |
| Frankreich (SNEP)            | Platin                                                                 | (300.000) |
| Hongkong (IFPI/HKRIA)        | Platin                                                                 | 20.000    |
| Italien (FIMI)               | Gold                                                                   | (30.000)  |
| Japan (RIAJ)                 | Gold                                                                   | 100.000   |
| Kanada (MC)                  | Gold                                                                   | 50.000    |
| Neuseeland (RMNZ)            | Platin                                                                 | 15.000    |
| Niederlande (NVPI)           | Platin                                                                 | (100.000) |
| Norwegen (IFPI)              | Platin                                                                 | (50.000)  |
| Österreich (IFPI)            | Gold                                                                   | (25.000)  |
| Polen (ZPAV)                 | Gold                                                                   | (50.000)  |
| Schweiz (IFPI)               | Platin                                                                 | (50.000)  |
| Spanien (Promusicae)         | Platin                                                                 | (100.000) |
| Vereinigte Staaten (RIAA)    | Platin                                                                 | 1.000.000 |
| Vereinigtes Königreich (BPI) | Platin                                                                 | (300.000) |
| Insgesamt                    | 7× Gold · 15× Platin ·                                                 | 3.255.000 |

### Invincible
| Land/Region                  | Auszeichnungen für Musikverkäufe (Land/Region, Auszeichnung, Verkäufe) | Verkäufe  |
| ---------------------------- | ---------------------------------------------------------------------- | --------- |
| Argentinien (CAPIF)          | Gold                                                                   | 20.000    |
| Australien (ARIA)            | 2× Platin                                                              | 140.000   |
| Belgien (BRMA)               | Platin                                                                 | (50.000)  |
| Brasilien (PMB)              | —                                                                      | 70.000    |
| Dänemark (IFPI)              | Gold                                                                   | (25.000)  |
| Deutschland (BVMI)           | Platin                                                                 | (300.000) |
| Europa (IFPI)                | 2× Platin                                                              | 2.000.000 |
| Finnland (IFPI)              | Gold                                                                   | (16.621)  |
| Frankreich (SNEP)            | Platin                                                                 | (300.000) |
| Italien (FIMI)               | Gold                                                                   | (30.000)  |
| Japan (RIAJ)                 | Platin                                                                 | 100.000   |
| Kanada (MC)                  | Platin                                                                 | 100.000   |
| Mexiko (AMPROFON)            | Gold                                                                   | 75.000    |
| Neuseeland (RMNZ)            | Platin                                                                 | 15.000    |
| Niederlande (NVPI)           | Platin                                                                 | (150.000) |
| Norwegen (IFPI)              | Platin                                                                 | (50.000)  |
| Österreich (IFPI)            | Gold                                                                   | (20.000)  |
| Polen (ZPAV)                 | Gold                                                                   | (35.000)  |
| Portugal (AFP)               | Gold                                                                   | (10.000)  |
| Schweden (IFPI)              | Gold                                                                   | (40.000)  |
| Schweiz (IFPI)               | Platin                                                                 | (40.000)  |
| Spanien (Promusicae)         | Platin                                                                 | (100.000) |
| Südafrika (RISA)             | 2× Platin                                                              | 100.000   |
| Vereinigte Staaten (RIAA)    | 2× Platin                                                              | 2.000.000 |
| Vereinigtes Königreich (BPI) | Platin                                                                 | (300.000) |
| Insgesamt                    | 8× Gold · 19× Platin ·                                                 | 4.620.000 |

### Number Ones
| Land/Region                  | Auszeichnungen für Musikverkäufe (Land/Region, Auszeichnung, Verkäufe) | Verkäufe    |
| ---------------------------- | ---------------------------------------------------------------------- | ----------- |
| Argentinien (CAPIF)          | Gold                                                                   | 20.000      |
| Australien (ARIA)            | 6× Platin                                                              | 420.000     |
| Deutschland (BVMI)           | Gold                                                                   | 100.000     |
| Europa (IFPI)                | Platin                                                                 | (1.000.000) |
| Italien (FIMI)               | Gold                                                                   | 25.000      |
| Japan (RIAJ)                 | Platin                                                                 | 250.000     |
| Mexiko (AMPROFON)            | Gold                                                                   | 50.000      |
| Neuseeland (RMNZ)            | 4× Platin                                                              | 60.000      |
| Österreich (IFPI)            | Gold                                                                   | 15.000      |
| Polen (ZPAV)                 | Platin                                                                 | 20.000      |
| Russland (NFPF)              | 2× Platin                                                              | 40.000      |
| Schweiz (IFPI)               | Gold                                                                   | 20.000      |
| Spanien (Promusicae)         | Gold                                                                   | 50.000      |
| Vereinigte Staaten (RIAA)    | 5× Platin                                                              | 5.300.000   |
| Vereinigtes Königreich (BPI) | 10× Platin                                                             | 3.000.000   |
| Insgesamt                    | 6× Gold · 30× Platin ·                                                 | 9.370.000   |

### The Ultimate Collection
| Land/Region               | Auszeichnungen für Musikverkäufe (Land/Region, Auszeichnung, Verkäufe) | Verkäufe  |
| ------------------------- | ---------------------------------------------------------------------- | --------- |
| Vereinigte Staaten (RIAA) | Platin                                                                 | 1.000.000 |
| Insgesamt                 | 1× Platin ·                                                            | 1.000.000 |

### The Essential Michael Jackson
| Land/Region                  | Auszeichnungen für Musikverkäufe (Land/Region, Auszeichnung, Verkäufe) | Verkäufe    |
| ---------------------------- | ---------------------------------------------------------------------- | ----------- |
| Australien (ARIA)            | 9× Platin                                                              | 630.000     |
| Belgien (BRMA)               | Gold                                                                   | 25.000      |
| Dänemark (IFPI)              | 3× Platin                                                              | 60.000      |
| Europa (IFPI)                | 2× Platin                                                              | (2.000.000) |
| Finnland (IFPI)              | Gold                                                                   | 20.290      |
| Frankreich (SNEP)            | 2× Gold                                                                | 200.000     |
| Irland (IRMA)                | Platin                                                                 | 15.000      |
| Italien (FIMI)               | Platin                                                                 | 60.000      |
| Japan (RIAJ)                 | Gold                                                                   | 100.000     |
| Mexiko (AMPROFON)            | Gold                                                                   | 50.000      |
| Neuseeland (RMNZ)            | 4× Platin                                                              | 60.000      |
| Schweden (IFPI)              | Gold                                                                   | 30.000      |
| Ungarn (MAHASZ)              | Gold                                                                   | 3.000       |
| Vereinigte Staaten (RIAA)    | 5× Platin                                                              | 5.000.000   |
| Vereinigtes Königreich (BPI) | 6× Platin                                                              | 1.800.000   |
| Insgesamt                    | 8× Gold · 31× Platin ·                                                 | 8.053.290   |

### King of Pop
| Land/Region                  | Auszeichnungen für Musikverkäufe (Land/Region, Auszeichnung, Verkäufe) | Verkäufe    |
| ---------------------------- | ---------------------------------------------------------------------- | ----------- |
| Australien (ARIA)            | 2× Platin                                                              | 140.000     |
| Belgien (BRMA)               | Platin                                                                 | 30.000      |
| Deutschland (BVMI)           | 7× Gold                                                                | 700.000     |
| Europa (IFPI)                | Platin                                                                 | (1.000.000) |
| Frankreich (SNEP)            | Platin                                                                 | 200.000     |
| Golf-Kooperationsrat (IFPI)  | Platin                                                                 | 6.000       |
| Italien (FIMI)               | 2× Platin                                                              | 140.000     |
| Japan (RIAJ)                 | 3× Platin                                                              | 600.000     |
| Mexiko (AMPROFON)            | Gold                                                                   | 30.000      |
| Neuseeland (RMNZ)            | Platin                                                                 | 15.000      |
| Niederlande (NVPI)           | 2× Platin                                                              | 100.000     |
| Österreich (IFPI)            | 4× Platin                                                              | 120.000     |
| Polen (ZPAV)                 | Diamant                                                                | 100.000     |
| Russland (NFPF)              | Platin                                                                 | 20.000      |
| Schweden (IFPI)              | Gold                                                                   | 20.000      |
| Spanien (Promusicae)         | Platin                                                                 | 80.000      |
| Ungarn (MAHASZ)              | Platin                                                                 | 6.000       |
| Vereinigtes Königreich (BPI) | Platin                                                                 | 300.000     |
| Insgesamt                    | 3× Gold · 25× Platin · 1× Diamant ·                                    | 2.607.000   |

### The Motown Years
| Land/Region                  | Auszeichnungen für Musikverkäufe (Land/Region, Auszeichnung, Verkäufe) | Verkäufe |
| ---------------------------- | ---------------------------------------------------------------------- | -------- |
| Australien (ARIA)            | Gold                                                                   | 35.000   |
| Belgien (BRMA)               | Gold                                                                   | 15.000   |
| Vereinigtes Königreich (BPI) | Gold                                                                   | 100.000  |
| Insgesamt                    | 3× Gold ·                                                              | 150.000  |

### The Collection
| Land/Region          | Auszeichnungen für Musikverkäufe (Land/Region, Auszeichnung, Verkäufe) | Verkäufe |
| -------------------- | ---------------------------------------------------------------------- | -------- |
| Belgien (BRMA)       | Platin                                                                 | 30.000   |
| Dänemark (IFPI)      | 3× Platin                                                              | 120.000  |
| Deutschland (BVMI)   | Gold                                                                   | 100.000  |
| Frankreich (SNEP)    | Platin                                                                 | 100.000  |
| Italien (FIMI)       | Platin                                                                 | 60.000   |
| Niederlande (NVPI)   | Gold                                                                   | 25.000   |
| Polen (ZPAV)         | 2× Platin                                                              | 40.000   |
| Portugal (AFP)       | Gold                                                                   | 10.000   |
| Schweden (IFPI)      | Gold                                                                   | 20.000   |
| Spanien (Promusicae) | Platin                                                                 | 80.000   |
| Insgesamt            | 4× Gold · 9× Platin ·                                                  | 585.000  |

### Michael Jackson’s This Is It
| Land/Region                  | Auszeichnungen für Musikverkäufe (Land/Region, Auszeichnung, Verkäufe) | Verkäufe    |
| ---------------------------- | ---------------------------------------------------------------------- | ----------- |
| Australien (ARIA)            | Platin                                                                 | 70.000      |
| Belgien (BRMA)               | 2× Platin                                                              | 60.000      |
| Dänemark (IFPI)              | Platin                                                                 | 30.000      |
| Deutschland (BVMI)           | 3× Gold                                                                | 300.000     |
| Europa (IFPI)                | Platin                                                                 | (1.000.000) |
| Finnland (IFPI)              | Gold                                                                   | 10.460      |
| Frankreich (SNEP)            | 3× Platin                                                              | 300.000     |
| Golf-Kooperationsrat (IFPI)  | Platin                                                                 | 6.000       |
| Griechenland (IFPI)          | Platin                                                                 | 6.000       |
| Irland (IRMA)                | Platin                                                                 | 15.000      |
| Italien (FIMI)               | 4× Platin                                                              | 280.000     |
| Japan (RIAJ)                 | Platin                                                                 | 200.000     |
| Kanada (MC)                  | 5× Platin                                                              | 400.000     |
| Mexiko (AMPROFON)            | Gold                                                                   | 30.000      |
| Neuseeland (RMNZ)            | 2× Platin                                                              | 30.000      |
| Polen (ZPAV)                 | Platin                                                                 | 20.000      |
| Russland (NFPF)              | Platin                                                                 | 20.000      |
| Spanien (Promusicae)         | 2× Platin                                                              | 120.000     |
| Ungarn (MAHASZ)              | 2× Platin                                                              | 12.000      |
| Vereinigte Staaten (RIAA)    | 2× Platin                                                              | 2.000.000   |
| Vereinigtes Königreich (BPI) | 2× Platin                                                              | 600.000     |
| Insgesamt                    | 3× Gold · 34× Platin ·                                                 | 5.042.460   |

### Michael
| Land/Region                  | Auszeichnungen für Musikverkäufe (Land/Region, Auszeichnung, Verkäufe) | Verkäufe    |
| ---------------------------- | ---------------------------------------------------------------------- | ----------- |
| Australien (ARIA)            | Gold                                                                   | 35.000      |
| Belgien (BRMA)               | Platin                                                                 | 30.000      |
| Dänemark (IFPI)              | Platin                                                                 | 30.000      |
| Deutschland (BVMI)           | Platin                                                                 | 200.000     |
| Europa (IFPI)                | Platin                                                                 | (1.000.000) |
| Finnland (IFPI)              | Gold                                                                   | 14.928      |
| Frankreich (SNEP)            | 2× Platin                                                              | 200.000     |
| Irland (IRMA)                | Gold                                                                   | 7.500       |
| Italien (FIMI)               | 2× Platin                                                              | 120.000     |
| Japan (RIAJ)                 | Gold                                                                   | 100.000     |
| Kanada (MC)                  | Platin                                                                 | 80.000      |
| Neuseeland (RMNZ)            | Gold                                                                   | 7.500       |
| Niederlande (NVPI)           | Gold                                                                   | 25.000      |
| Österreich (IFPI)            | Platin                                                                 | 30.000      |
| Polen (ZPAV)                 | Platin                                                                 | 20.000      |
| Portugal (AFP)               | Gold                                                                   | 10.000      |
| Russland (NFPF)              | 2× Platin                                                              | 40.000      |
| Schweden (IFPI)              | Gold                                                                   | 20.000      |
| Spanien (Promusicae)         | Platin                                                                 | 60.000      |
| Ungarn (MAHASZ)              | Gold                                                                   | 3.000       |
| Vereinigte Staaten (RIAA)    | Platin                                                                 | 1.000.000   |
| Vereinigtes Königreich (BPI) | Platin                                                                 | 300.000     |
| Insgesamt                    | 9× Gold · 16× Platin ·                                                 | 2.332.928   |

### Xscape
| Land/Region                  | Auszeichnungen für Musikverkäufe (Land/Region, Auszeichnung, Verkäufe) | Verkäufe  |
| ---------------------------- | ---------------------------------------------------------------------- | --------- |
| Australien (ARIA)            | Gold                                                                   | 35.000    |
| Belgien (BRMA)               | Gold                                                                   | 15.000    |
| Dänemark (IFPI)              | Platin                                                                 | 20.000    |
| Deutschland (BVMI)           | Gold                                                                   | 100.000   |
| Frankreich (SNEP)            | Platin                                                                 | 100.000   |
| Italien (FIMI)               | Gold                                                                   | 25.000    |
| Japan (RIAJ)                 | Gold                                                                   | 100.000   |
| Kanada (MC)                  | Gold                                                                   | 40.000    |
| Mexiko (AMPROFON)            | 3× Gold                                                                | 90.000    |
| Österreich (IFPI)            | Gold                                                                   | 7.500     |
| Polen (ZPAV)                 | Platin                                                                 | 20.000    |
| Schweden (IFPI)              | Gold                                                                   | 20.000    |
| Schweiz (IFPI)               | Gold                                                                   | 10.000    |
| Spanien (Promusicae)         | Gold                                                                   | 20.000    |
| Vereinigte Staaten (RIAA)    | Gold                                                                   | 500.000   |
| Vereinigtes Königreich (BPI) | Gold                                                                   | 100.000   |
| Insgesamt                    | 13× Gold · 4× Platin ·                                                 | 1.202.500 |

### Scream
| Land/Region                  | Auszeichnungen für Musikverkäufe (Land/Region, Auszeichnung, Verkäufe) | Verkäufe |
| ---------------------------- | ---------------------------------------------------------------------- | -------- |
| Vereinigtes Königreich (BPI) | Silber                                                                 | 60.000   |
| Insgesamt                    | 1× Silber ·                                                            | 60.000   |

## Auszeichnungen nach Singles

### Rockin’ Robin
| Land/Region                  | Auszeichnungen für Musikverkäufe (Land/Region, Auszeichnung, Verkäufe) | Verkäufe |
| ---------------------------- | ---------------------------------------------------------------------- | -------- |
| Vereinigtes Königreich (BPI) | Silber                                                                 | 200.000  |
| Insgesamt                    | 1× Silber ·                                                            | 200.000  |

### Ben
| Land/Region                  | Auszeichnungen für Musikverkäufe (Land/Region, Auszeichnung, Verkäufe) | Verkäufe |
| ---------------------------- | ---------------------------------------------------------------------- | -------- |
| Vereinigtes Königreich (BPI) | Silber                                                                 | 200.000  |
| Insgesamt                    | 1× Silber ·                                                            | 200.000  |

### Don’t Stop ’Til You Get Enough
| Land/Region                  | Auszeichnungen für Musikverkäufe (Land/Region, Auszeichnung, Verkäufe) | Verkäufe  |
| ---------------------------- | ---------------------------------------------------------------------- | --------- |
| Australien (ARIA)            | Gold                                                                   | 35.000    |
| Dänemark (IFPI)              | Platin                                                                 | 90.000    |
| Italien (FIMI)               | Gold                                                                   | 35.000    |
| Kanada (MC)                  | 3× Platin                                                              | 240.000   |
| Neuseeland (RMNZ)            | 2× Platin                                                              | 60.000    |
| Spanien (Promusicae)         | Gold                                                                   | 30.000    |
| Vereinigte Staaten (RIAA)    | Platin (Physisch) · + 5× Platin (Digital)                              | 6.000.000 |
| Vereinigtes Königreich (BPI) | Platin                                                                 | 600.000   |
| Insgesamt                    | 3× Gold · 13× Platin ·                                                 | 7.090.000 |

### Rock with You
| Land/Region                  | Auszeichnungen für Musikverkäufe (Land/Region, Auszeichnung, Verkäufe) | Verkäufe  |
| ---------------------------- | ---------------------------------------------------------------------- | --------- |
| Dänemark (IFPI)              | Platin                                                                 | 90.000    |
| Kanada (MC)                  | 2× Platin                                                              | 160.000   |
| Neuseeland (RMNZ)            | 3× Platin                                                              | 90.000    |
| Spanien (Promusicae)         | Gold                                                                   | 30.000    |
| Vereinigte Staaten (RIAA)    | 5× Platin                                                              | 5.000.000 |
| Vereinigtes Königreich (BPI) | Platin                                                                 | 600.000   |
| Insgesamt                    | 1× Gold · 12× Platin ·                                                 | 5.970.000 |

### Off the Wall
| Land/Region                  | Auszeichnungen für Musikverkäufe (Land/Region, Auszeichnung, Verkäufe) | Verkäufe  |
| ---------------------------- | ---------------------------------------------------------------------- | --------- |
| Vereinigte Staaten (RIAA)    | Platin                                                                 | 1.000.000 |
| Vereinigtes Königreich (BPI) | Silber                                                                 | 200.000   |
| Insgesamt                    | 1× Silber · 1× Platin ·                                                | 1.200.000 |

### She’s Out of My Life
| Land/Region               | Auszeichnungen für Musikverkäufe (Land/Region, Auszeichnung, Verkäufe) | Verkäufe  |
| ------------------------- | ---------------------------------------------------------------------- | --------- |
| Vereinigte Staaten (RIAA) | Platin                                                                 | 1.000.000 |
| Insgesamt                 | 1× Platin ·                                                            | 1.000.000 |

### One Day in Your Life
| Land/Region                  | Auszeichnungen für Musikverkäufe (Land/Region, Auszeichnung, Verkäufe) | Verkäufe |
| ---------------------------- | ---------------------------------------------------------------------- | -------- |
| Vereinigtes Königreich (BPI) | Gold                                                                   | 500.000  |
| Insgesamt                    | 1× Gold ·                                                              | 500.000  |

### The Girl Is Mine
| Land/Region                  | Auszeichnungen für Musikverkäufe (Land/Region, Auszeichnung, Verkäufe) | Verkäufe  |
| ---------------------------- | ---------------------------------------------------------------------- | --------- |
| Kanada (MC)                  | Gold                                                                   | 40.000    |
| Mexiko (AMPROFON)            | Gold                                                                   | 30.000    |
| Neuseeland (RMNZ)            | Platin                                                                 | 30.000    |
| Vereinigte Staaten (RIAA)    | Platin                                                                 | 1.000.000 |
| Vereinigtes Königreich (BPI) | Silber                                                                 | 200.000   |
| Insgesamt                    | 1× Silber · 2× Gold · 2× Platin ·                                      | 1.300.000 |

### Billie Jean
| Land/Region                  | Auszeichnungen für Musikverkäufe (Land/Region, Auszeichnung, Verkäufe) | Verkäufe   |
| ---------------------------- | ---------------------------------------------------------------------- | ---------- |
| Australien (ARIA)            | 9× Platin                                                              | 630.000    |
| Dänemark (IFPI)              | 3× Platin                                                              | 270.000    |
| Deutschland (BVMI)           | 3× Gold                                                                | 900.000    |
| Frankreich (SNEP)            | Platin                                                                 | 1.000.000  |
| Italien (FIMI)               | 2× Platin                                                              | 140.000    |
| Japan (RIAJ)                 | Gold                                                                   | 100.000    |
| Kanada (MC)                  | Diamant                                                                | 800.000    |
| Mexiko (AMPROFON)            | Diamant · + 2× Platin                                                  | 420.000    |
| Neuseeland (RMNZ)            | 6× Platin                                                              | 180.000    |
| Portugal (AFP)               | 3× Platin                                                              | 30.000     |
| Spanien (Promusicae)         | 3× Platin                                                              | 180.000    |
| Vereinigte Staaten (RIAA)    | Gold (Mastertone) · + Diamant (Digital)                                | 10.500.000 |
| Vereinigtes Königreich (BPI) | 4× Platin                                                              | 2.400.000  |
| Insgesamt                    | 3× Gold · 34× Platin · 3× Diamant ·                                    | 17.550.000 |

### Beat It
| Land/Region                  | Auszeichnungen für Musikverkäufe (Land/Region, Auszeichnung, Verkäufe) | Verkäufe   |
| ---------------------------- | ---------------------------------------------------------------------- | ---------- |
| Australien (ARIA)            | Platin                                                                 | 70.000     |
| Dänemark (IFPI)              | 2× Platin                                                              | 180.000    |
| Deutschland (BVMI)           | Platin                                                                 | 500.000    |
| Frankreich (SNEP)            | Platin                                                                 | 1.000.000  |
| Italien (FIMI)               | Platin                                                                 | 100.000    |
| Japan (RIAJ)                 | Platin                                                                 | 200.000    |
| Kanada (MC)                  | 6× Platin                                                              | 480.000    |
| Mexiko (AMPROFON)            | Diamant · + Gold                                                       | 330.000    |
| Neuseeland (RMNZ)            | 3× Platin                                                              | 90.000     |
| Niederlande (NVPI)           | Gold                                                                   | 100.000    |
| Spanien (Promusicae)         | Gold                                                                   | 30.000     |
| Vereinigte Staaten (RIAA)    | 8× Platin · + Gold (Mastertone)                                        | 8.500.000  |
| Vereinigtes Königreich (BPI) | 3× Platin                                                              | 1.800.000  |
| Insgesamt                    | 4× Gold · 27× Platin · 1× Diamant ·                                    | 13.380.000 |

### Wanna Be Startin’ Somethin’
| Land/Region                  | Auszeichnungen für Musikverkäufe (Land/Region, Auszeichnung, Verkäufe) | Verkäufe  |
| ---------------------------- | ---------------------------------------------------------------------- | --------- |
| Kanada (MC)                  | Platin                                                                 | 80.000    |
| Neuseeland (RMNZ)            | Gold                                                                   | 15.000    |
| Vereinigte Staaten (RIAA)    | Platin                                                                 | 1.000.000 |
| Vereinigtes Königreich (BPI) | Gold                                                                   | 400.000   |
| Insgesamt                    | 2× Gold · 2× Platin ·                                                  | 1.495.000 |

### Human Nature
| Land/Region                  | Auszeichnungen für Musikverkäufe (Land/Region, Auszeichnung, Verkäufe) | Verkäufe  |
| ---------------------------- | ---------------------------------------------------------------------- | --------- |
| Dänemark (IFPI)              | Gold                                                                   | 45.000    |
| Kanada (MC)                  | Platin                                                                 | 80.000    |
| Mexiko (AMPROFON)            | Gold                                                                   | 30.000    |
| Neuseeland (RMNZ)            | Gold                                                                   | 15.000    |
| Vereinigte Staaten (RIAA)    | Platin                                                                 | 1.000.000 |
| Vereinigtes Königreich (BPI) | Silber                                                                 | 200.000   |
| Insgesamt                    | 1× Silber · 3× Gold · 2× Platin ·                                      | 1.370.000 |

### P.Y.T. (Pretty Young Thing)
| Land/Region                  | Auszeichnungen für Musikverkäufe (Land/Region, Auszeichnung, Verkäufe) | Verkäufe  |
| ---------------------------- | ---------------------------------------------------------------------- | --------- |
| Dänemark (IFPI)              | Gold                                                                   | 45.000    |
| Kanada (MC)                  | 2× Platin                                                              | 160.000   |
| Mexiko (AMPROFON)            | Gold                                                                   | 30.000    |
| Neuseeland (RMNZ)            | Platin                                                                 | 30.000    |
| Vereinigte Staaten (RIAA)    | 4× Platin                                                              | 4.000.000 |
| Vereinigtes Königreich (BPI) | Platin                                                                 | 600.000   |
| Insgesamt                    | 2× Gold · 8× Platin ·                                                  | 4.865.000 |

### Say Say Say
| Land/Region                  | Auszeichnungen für Musikverkäufe (Land/Region, Auszeichnung, Verkäufe) | Verkäufe  |
| ---------------------------- | ---------------------------------------------------------------------- | --------- |
| Frankreich (SNEP)            | Gold                                                                   | 500.000   |
| Kanada (MC)                  | Platin                                                                 | 100.000   |
| Vereinigte Staaten (RIAA)    | Platin                                                                 | 1.000.000 |
| Vereinigtes Königreich (BPI) | Silber                                                                 | 200.000   |
| Insgesamt                    | 1× Silber · 1× Gold · 2× Platin ·                                      | 1.800.000 |

### Thriller
| Land/Region                  | Auszeichnungen für Musikverkäufe (Land/Region, Auszeichnung, Verkäufe) | Verkäufe   |
| ---------------------------- | ---------------------------------------------------------------------- | ---------- |
| Australien (ARIA)            | 6× Platin                                                              | 420.000    |
| Dänemark (IFPI)              | Platin                                                                 | 90.000     |
| Deutschland (BVMI)           | Gold                                                                   | 250.000    |
| Frankreich (SNEP)            | Platin                                                                 | 1.000.000  |
| Italien (FIMI)               | Platin                                                                 | 50.000     |
| Japan (RIAJ)                 | Platin                                                                 | 200.000    |
| Kanada (MC)                  | 6× Platin                                                              | 480.000    |
| Mexiko (AMPROFON)            | 9× Gold                                                                | 270.000    |
| Neuseeland (RMNZ)            | 2× Platin                                                              | 60.000     |
| Spanien (Promusicae)         | 2× Platin                                                              | 80.000     |
| Kanada (MC)                  | 2× Platin                                                              | 200.000    |
| Vereinigte Staaten (RIAA)    | Diamant · + Gold (Ringtone)                                            | 10.500.000 |
| Vereinigtes Königreich (BPI) | 2× Platin                                                              | 1.200.000  |
| Insgesamt                    | 3× Gold · 28× Platin · 1× Diamant ·                                    | 14.800.000 |

### Somebody’s Watching Me
| Land/Region                  | Auszeichnungen für Musikverkäufe (Land/Region, Auszeichnung, Verkäufe) | Verkäufe  |
| ---------------------------- | ---------------------------------------------------------------------- | --------- |
| Dänemark (IFPI)              | Gold                                                                   | 45.000    |
| Vereinigte Staaten (RIAA)    | Gold (Physisch) · + Gold (Digital)                                     | 1.000.000 |
| Vereinigtes Königreich (BPI) | Gold                                                                   | 400.000   |
| Insgesamt                    | 4× Gold ·                                                              | 1.445.000 |

### We Are the World
| Land/Region                  | Auszeichnungen für Musikverkäufe (Land/Region, Auszeichnung, Verkäufe) | Verkäufe  |
| ---------------------------- | ---------------------------------------------------------------------- | --------- |
| Frankreich (SNEP)            | Platin                                                                 | 1.000.000 |
| Italien (FIMI)               | Gold                                                                   | 25.000    |
| Japan (RIAJ)                 | 3× Platin                                                              | 300.000   |
| Kanada (MC)                  | 3× Platin                                                              | 300.000   |
| Neuseeland (RMNZ)            | Platin                                                                 | 15.000    |
| Vereinigte Staaten (RIAA)    | 4× Platin                                                              | 8.000.000 |
| Vereinigtes Königreich (BPI) | Silber                                                                 | 250.000   |
| Insgesamt                    | 1× Silber · 1× Gold · 12× Platin ·                                     | 9.890.000 |

### I Just Can’t Stop Loving You
| Land/Region                  | Auszeichnungen für Musikverkäufe (Land/Region, Auszeichnung, Verkäufe) | Verkäufe  |
| ---------------------------- | ---------------------------------------------------------------------- | --------- |
| Kanada (MC)                  | Gold                                                                   | 40.000    |
| Neuseeland (RMNZ)            | Silber                                                                 | 5.000     |
| Vereinigte Staaten (RIAA)    | Gold                                                                   | 1.000.000 |
| Vereinigtes Königreich (BPI) | Silber                                                                 | 464.000   |
| Insgesamt                    | 2× Silber · 2× Gold ·                                                  | 1.509.000 |

### Bad
| Land/Region                  | Auszeichnungen für Musikverkäufe (Land/Region, Auszeichnung, Verkäufe) | Verkäufe  |
| ---------------------------- | ---------------------------------------------------------------------- | --------- |
| Australien (ARIA)            | Platin                                                                 | 70.000    |
| Frankreich (SNEP)            | Silber                                                                 | 250.000   |
| Japan (RIAJ)                 | Gold                                                                   | 100.000   |
| Kanada (MC)                  | 2× Platin                                                              | 160.000   |
| Neuseeland (RMNZ)            | Gold                                                                   | 15.000    |
| Vereinigte Staaten (RIAA)    | Platin                                                                 | 1.000.000 |
| Vereinigtes Königreich (BPI) | Platin                                                                 | 600.000   |
| Insgesamt                    | 1× Silber · 2× Gold · 5× Platin ·                                      | 2.195.000 |

### The Way You Make Me Feel
| Land/Region                  | Auszeichnungen für Musikverkäufe (Land/Region, Auszeichnung, Verkäufe) | Verkäufe  |
| ---------------------------- | ---------------------------------------------------------------------- | --------- |
| Australien (ARIA)            | Gold                                                                   | 35.000    |
| Dänemark (IFPI)              | Platin                                                                 | 90.000    |
| Kanada (MC)                  | 3× Platin                                                              | 240.000   |
| Neuseeland (RMNZ)            | 2× Platin                                                              | 60.000    |
| Spanien (Promusicae)         | Gold                                                                   | 30.000    |
| Vereinigte Staaten (RIAA)    | 2× Platin                                                              | 2.000.000 |
| Vereinigtes Königreich (BPI) | Platin                                                                 | 645.000   |
| Insgesamt                    | 2× Gold · 9× Platin ·                                                  | 3.100.000 |

### Man in the Mirror
| Land/Region                  | Auszeichnungen für Musikverkäufe (Land/Region, Auszeichnung, Verkäufe) | Verkäufe  |
| ---------------------------- | ---------------------------------------------------------------------- | --------- |
| Dänemark (IFPI)              | Platin                                                                 | 90.000    |
| Italien (FIMI)               | Gold                                                                   | 50.000    |
| Kanada (MC)                  | 3× Platin                                                              | 240.000   |
| Neuseeland (RMNZ)            | 2× Platin                                                              | 60.000    |
| Vereinigte Staaten (RIAA)    | 3× Platin                                                              | 3.000.000 |
| Vereinigtes Königreich (BPI) | 2× Platin                                                              | 1.200.000 |
| Insgesamt                    | 1× Gold · 11× Platin ·                                                 | 4.640.000 |

### Dirty Diana
| Land/Region                  | Auszeichnungen für Musikverkäufe (Land/Region, Auszeichnung, Verkäufe) | Verkäufe  |
| ---------------------------- | ---------------------------------------------------------------------- | --------- |
| Dänemark (IFPI)              | Gold                                                                   | 15.000    |
| Kanada (MC)                  | Platin                                                                 | 80.000    |
| Neuseeland (RMNZ)            | Gold                                                                   | 15.000    |
| Vereinigte Staaten (RIAA)    | Platin                                                                 | 1.000.000 |
| Vereinigtes Königreich (BPI) | Platin                                                                 | 600.000   |
| Insgesamt                    | 2× Gold · 3× Platin ·                                                  | 1.710.000 |

### Smooth Criminal
| Land/Region                  | Auszeichnungen für Musikverkäufe (Land/Region, Auszeichnung, Verkäufe) | Verkäufe  |
| ---------------------------- | ---------------------------------------------------------------------- | --------- |
| Dänemark (IFPI)              | Platin                                                                 | 90.000    |
| Deutschland (BVMI)           | Gold                                                                   | 250.000   |
| Frankreich (SNEP)            | Silber                                                                 | 200.000   |
| Italien (FIMI)               | Gold                                                                   | 25.000    |
| Japan (RIAJ)                 | Gold                                                                   | 100.000   |
| Mexiko (AMPROFON)            | Gold                                                                   | 30.000    |
| Neuseeland (RMNZ)            | 2× Platin                                                              | 60.000    |
| Spanien (Promusicae)         | Platin                                                                 | 60.000    |
| Vereinigte Staaten (RIAA)    | 2× Platin                                                              | 2.000.000 |
| Vereinigtes Königreich (BPI) | 2× Platin                                                              | 1.200.000 |
| Insgesamt                    | 1× Silber · 4× Gold · 8× Platin ·                                      | 4.015.000 |

### Leave Me Alone
| Land/Region                  | Auszeichnungen für Musikverkäufe (Land/Region, Auszeichnung, Verkäufe) | Verkäufe |
| ---------------------------- | ---------------------------------------------------------------------- | -------- |
| Vereinigtes Königreich (BPI) | Silber                                                                 | 200.000  |
| Insgesamt                    | 1× Silber ·                                                            | 200.000  |

### Do the Bartman(The Simpsons)
| Land/Region                  | Auszeichnungen für Musikverkäufe (Land/Region, Auszeichnung, Verkäufe) | Verkäufe |
| ---------------------------- | ---------------------------------------------------------------------- | -------- |
| Australien (ARIA)            | Gold                                                                   | 35.000   |
| Neuseeland (RMNZ)            | Gold                                                                   | 7.500    |
| Vereinigtes Königreich (BPI) | Gold                                                                   | 702.000  |
| Insgesamt                    | 3× Gold ·                                                              | 744.500  |

### Black or White
| Land/Region                  | Auszeichnungen für Musikverkäufe (Land/Region, Auszeichnung, Verkäufe) | Verkäufe  |
| ---------------------------- | ---------------------------------------------------------------------- | --------- |
| Australien (ARIA)            | 2× Platin                                                              | 140.000   |
| Dänemark (IFPI)              | Platin                                                                 | 90.000    |
| Deutschland (BVMI)           | Gold                                                                   | 250.000   |
| Frankreich (SNEP)            | Silber                                                                 | 125.000   |
| Italien (FIMI)               | Gold                                                                   | 35.000    |
| Japan (RIAJ)                 | Gold                                                                   | 100.000   |
| Kanada (MC)                  | 3× Platin                                                              | 240.000   |
| Neuseeland (RMNZ)            | 2× Platin                                                              | 60.000    |
| Spanien (Promusicae)         | Gold                                                                   | 30.000    |
| Vereinigte Staaten (RIAA)    | 3× Platin                                                              | 3.000.000 |
| Vereinigtes Königreich (BPI) | Platin                                                                 | 600.000   |
| Insgesamt                    | 1× Silber · 4× Gold · 12× Platin ·                                     | 4.670.000 |

### Remember the Time
| Land/Region                  | Auszeichnungen für Musikverkäufe (Land/Region, Auszeichnung, Verkäufe) | Verkäufe  |
| ---------------------------- | ---------------------------------------------------------------------- | --------- |
| Australien (ARIA)            | Gold                                                                   | 35.000    |
| Dänemark (IFPI)              | Gold                                                                   | 45.000    |
| Kanada (MC)                  | Platin                                                                 | 80.000    |
| Neuseeland (RMNZ)            | Platin                                                                 | 30.000    |
| Vereinigte Staaten (RIAA)    | 3× Platin                                                              | 3.000.000 |
| Vereinigtes Königreich (BPI) | Gold                                                                   | 400.000   |
| Insgesamt                    | 3× Gold · 5× Platin ·                                                  | 3.590.000 |

### In the Closet
| Land/Region               | Auszeichnungen für Musikverkäufe (Land/Region, Auszeichnung, Verkäufe) | Verkäufe |
| ------------------------- | ---------------------------------------------------------------------- | -------- |
| Australien (ARIA)         | Gold                                                                   | 35.000   |
| Vereinigte Staaten (RIAA) | Gold                                                                   | 500.000  |
| Insgesamt                 | 2× Gold ·                                                              | 535.000  |

### Heal the World
| Land/Region                  | Auszeichnungen für Musikverkäufe (Land/Region, Auszeichnung, Verkäufe) | Verkäufe  |
| ---------------------------- | ---------------------------------------------------------------------- | --------- |
| Australien (ARIA)            | Gold                                                                   | 35.000    |
| Dänemark (IFPI)              | Gold                                                                   | 45.000    |
| Deutschland (BVMI)           | Gold                                                                   | 250.000   |
| Frankreich (SNEP)            | Silber                                                                 | 125.000   |
| Italien (FIMI)               | Gold                                                                   | 25.000    |
| Japan (RIAJ)                 | Gold                                                                   | 100.000   |
| Kanada (MC)                  | Gold                                                                   | 40.000    |
| Neuseeland (RMNZ)            | Gold                                                                   | 5.000     |
| Spanien (Promusicae)         | Gold                                                                   | 30.000    |
| Vereinigtes Königreich (BPI) | Gold                                                                   | 400.000   |
| Insgesamt                    | 1× Silber · 9× Gold ·                                                  | 1.055.000 |

### Give In to Me
| Land/Region       | Auszeichnungen für Musikverkäufe (Land/Region, Auszeichnung, Verkäufe) | Verkäufe |
| ----------------- | ---------------------------------------------------------------------- | -------- |
| Australien (ARIA) | Gold                                                                   | 35.000   |
| Neuseeland (RMNZ) | Gold                                                                   | 5.000    |
| Insgesamt         | 2× Gold ·                                                              | 40.000   |

### Will You Be There
| Land/Region               | Auszeichnungen für Musikverkäufe (Land/Region, Auszeichnung, Verkäufe) | Verkäufe  |
| ------------------------- | ---------------------------------------------------------------------- | --------- |
| Kanada (MC)               | Gold                                                                   | 40.000    |
| Neuseeland (RMNZ)         | Gold                                                                   | 5.000     |
| Vereinigte Staaten (RIAA) | Platin                                                                 | 1.000.000 |
| Insgesamt                 | 2× Gold · 1× Platin ·                                                  | 1.045.000 |

### Scream/Childhood
| Land/Region                  | Auszeichnungen für Musikverkäufe (Land/Region, Auszeichnung, Verkäufe) | Verkäufe  |
| ---------------------------- | ---------------------------------------------------------------------- | --------- |
| Australien (ARIA)            | Gold                                                                   | 35.000    |
| Neuseeland (RMNZ)            | Gold                                                                   | 5.000     |
| Vereinigte Staaten (RIAA)    | Platin                                                                 | 1.000.000 |
| Vereinigtes Königreich (BPI) | Silber                                                                 | 200.000   |
| Insgesamt                    | 1× Silber · 2× Gold · 1× Platin ·                                      | 1.240.000 |

### You Are Not Alone
| Land/Region                  | Auszeichnungen für Musikverkäufe (Land/Region, Auszeichnung, Verkäufe) | Verkäufe    |
| ---------------------------- | ---------------------------------------------------------------------- | ----------- |
| Australien (ARIA)            | Platin                                                                 | 70.000      |
| Belgien (BRMA)               | Gold                                                                   | 25.000      |
| Deutschland (BVMI)           | Gold                                                                   | 250.000     |
| Europa (IFPI)                | Platin                                                                 | (1.000.000) |
| Frankreich (SNEP)            | Gold                                                                   | 250.000     |
| Kanada (MC)                  | Platin                                                                 | 80.000      |
| Neuseeland (RMNZ)            | Gold                                                                   | 5.000       |
| Österreich (IFPI)            | Gold                                                                   | 25.000      |
| Schweiz (IFPI)               | Gold                                                                   | 25.000      |
| Vereinigte Staaten (RIAA)    | Platin                                                                 | 1.000.000   |
| Vereinigtes Königreich (BPI) | Platin                                                                 | 600.000     |
| Insgesamt                    | 6× Gold · 5× Platin ·                                                  | 2.330.000   |

### Earth Song
| Land/Region                  | Auszeichnungen für Musikverkäufe (Land/Region, Auszeichnung, Verkäufe) | Verkäufe    |
| ---------------------------- | ---------------------------------------------------------------------- | ----------- |
| Belgien (BRMA)               | Gold                                                                   | (25.000)    |
| Dänemark (IFPI)              | Gold                                                                   | (45.000)    |
| Deutschland (BVMI)           | 2× Platin                                                              | (1.000.000) |
| Europa (IFPI)                | 3× Platin                                                              | 3.000.000   |
| Frankreich (SNEP)            | Gold                                                                   | (250.000)   |
| Kanada (MC)                  | Gold                                                                   | 40.000      |
| Neuseeland (RMNZ)            | Gold                                                                   | 15.000      |
| Norwegen (IFPI)              | Gold                                                                   | (10.000)    |
| Österreich (IFPI)            | Platin                                                                 | (50.000)    |
| Schweiz (IFPI)               | Platin                                                                 | (50.000)    |
| Vereinigte Staaten (RIAA)    | Gold                                                                   | 500.000     |
| Vereinigtes Königreich (BPI) | 2× Platin                                                              | (1.252.071) |
| Insgesamt                    | 7× Gold · 9× Platin ·                                                  | 3.555.000   |

### They Don’t Care About Us
| Land/Region                  | Auszeichnungen für Musikverkäufe (Land/Region, Auszeichnung, Verkäufe) | Verkäufe    |
| ---------------------------- | ---------------------------------------------------------------------- | ----------- |
| Australien (ARIA)            | Gold                                                                   | 35.000      |
| Belgien (BRMA)               | Gold                                                                   | 25.000      |
| Dänemark (IFPI)              | Platin                                                                 | 90.000      |
| Deutschland (BVMI)           | 3× Gold                                                                | 750.000     |
| Europa (IFPI)                | Platin                                                                 | (1.000.000) |
| Frankreich (SNEP)            | Silber                                                                 | 125.000     |
| Kanada (MC)                  | Platin                                                                 | 80.000      |
| Neuseeland (RMNZ)            | Platin                                                                 | 30.000      |
| Norwegen (IFPI)              | Gold                                                                   | 10.000      |
| Spanien (Promusicae)         | Gold                                                                   | 30.000      |
| Vereinigte Staaten (RIAA)    | Gold                                                                   | 500.000     |
| Vereinigtes Königreich (BPI) | Platin                                                                 | 600.000     |
| Insgesamt                    | 1× Silber · 6× Gold · 6× Platin ·                                      | 2.275.000   |

### Why
| Land/Region       | Auszeichnungen für Musikverkäufe (Land/Region, Auszeichnung, Verkäufe) | Verkäufe |
| ----------------- | ---------------------------------------------------------------------- | -------- |
| Frankreich (SNEP) | Silber                                                                 | 125.000  |
| Insgesamt         | 1× Silber ·                                                            | 125.000  |

### Stranger in Moscow
| Land/Region                  | Auszeichnungen für Musikverkäufe (Land/Region, Auszeichnung, Verkäufe) | Verkäufe |
| ---------------------------- | ---------------------------------------------------------------------- | -------- |
| Vereinigtes Königreich (BPI) | Silber                                                                 | 200.000  |
| Insgesamt                    | 1× Silber ·                                                            | 200.000  |

### Blood on the Dance Floor
| Land/Region                  | Auszeichnungen für Musikverkäufe (Land/Region, Auszeichnung, Verkäufe) | Verkäufe |
| ---------------------------- | ---------------------------------------------------------------------- | -------- |
| Australien (ARIA)            | Gold                                                                   | 35.000   |
| Deutschland (BVMI)           | Gold                                                                   | 250.000  |
| Neuseeland (RMNZ)            | Gold                                                                   | 5.000    |
| Vereinigtes Königreich (BPI) | Silber                                                                 | 200.000  |
| Insgesamt                    | 1× Silber · 3× Gold ·                                                  | 490.000  |

### You Rock My World
| Land/Region                  | Auszeichnungen für Musikverkäufe (Land/Region, Auszeichnung, Verkäufe) | Verkäufe  |
| ---------------------------- | ---------------------------------------------------------------------- | --------- |
| Australien (ARIA)            | Gold                                                                   | 35.000    |
| Belgien (BRMA)               | Gold                                                                   | 25.000    |
| Dänemark (IFPI)              | Platin (Physisch) · + Gold (Digital)                                   | 53.000    |
| Frankreich (SNEP)            | Gold                                                                   | 250.000   |
| Kanada (MC)                  | Platin                                                                 | 80.000    |
| Neuseeland (RMNZ)            | Platin                                                                 | 30.000    |
| Norwegen (IFPI)              | Gold                                                                   | 10.000    |
| Südafrika (RISA)             | Platin                                                                 | 50.000    |
| Vereinigte Staaten (RIAA)    | Gold                                                                   | 500.000   |
| Vereinigtes Königreich (BPI) | Platin                                                                 | 600.000   |
| Insgesamt                    | 6× Gold · 5× Platin ·                                                  | 1.633.000 |

### The 12" Mixes
| Land/Region       | Auszeichnungen für Musikverkäufe (Land/Region, Auszeichnung, Verkäufe) | Verkäufe |
| ----------------- | ---------------------------------------------------------------------- | -------- |
| Australien (ARIA) | Platin                                                                 | 70.000   |
| Insgesamt         | 1× Platin ·                                                            | 70.000   |

### Wanna Be Startin’ Somethin’ 2008
| Land/Region       | Auszeichnungen für Musikverkäufe (Land/Region, Auszeichnung, Verkäufe) | Verkäufe |
| ----------------- | ---------------------------------------------------------------------- | -------- |
| Australien (ARIA) | Gold                                                                   | 35.000   |
| Insgesamt         | 1× Gold ·                                                              | 35.000   |

### Hold My Hand
| Land/Region                  | Auszeichnungen für Musikverkäufe (Land/Region, Auszeichnung, Verkäufe) | Verkäufe  |
| ---------------------------- | ---------------------------------------------------------------------- | --------- |
| Dänemark (IFPI)              | Gold                                                                   | 45.000    |
| Deutschland (BVMI)           | Gold                                                                   | 150.000   |
| Italien (FIMI)               | Gold                                                                   | 15.000    |
| Kanada (MC)                  | Platin                                                                 | 80.000    |
| Neuseeland (RMNZ)            | Gold                                                                   | 7.500     |
| Schweden (IFPI)              | Platin                                                                 | 40.000    |
| Spanien (Promusicae)         | Gold                                                                   | 20.000    |
| Südkorea (KMCA)              | —                                                                      | 114.357   |
| Vereinigte Staaten (RIAA)    | Gold                                                                   | 500.000   |
| Vereinigtes Königreich (BPI) | Silber                                                                 | 200.000   |
| Insgesamt                    | 1× Silber · 6× Gold · 2× Platin ·                                      | 1.171.857 |

### Love Never Felt So Good
| Land/Region                  | Auszeichnungen für Musikverkäufe (Land/Region, Auszeichnung, Verkäufe) | Verkäufe  |
| ---------------------------- | ---------------------------------------------------------------------- | --------- |
| Belgien (BRMA)               | Gold                                                                   | 15.000    |
| Brasilien (PMB)              | 3× Platin                                                              | 180.000   |
| Dänemark (IFPI)              | Platin                                                                 | 90.000    |
| Deutschland (BVMI)           | Platin                                                                 | 300.000   |
| Frankreich (SNEP)            | —                                                                      | 75.300    |
| Italien (FIMI)               | Platin                                                                 | 30.000    |
| Kanada (MC)                  | 2× Platin                                                              | 160.000   |
| Mexiko (AMPROFON)            | 3× Gold                                                                | 90.000    |
| Neuseeland (RMNZ)            | Platin                                                                 | 30.000    |
| Spanien (Promusicae)         | Gold                                                                   | 30.000    |
| Vereinigte Staaten (RIAA)    | Platin                                                                 | 1.110.000 |
| Vereinigtes Königreich (BPI) | Platin                                                                 | 600.000   |
| Insgesamt                    | 3× Gold · 12× Platin ·                                                 | 2.710.300 |

### Don’t Matter to Me
| Land/Region                  | Auszeichnungen für Musikverkäufe (Land/Region, Auszeichnung, Verkäufe) | Verkäufe  |
| ---------------------------- | ---------------------------------------------------------------------- | --------- |
| Australien (ARIA)            | 2× Platin                                                              | 140.000   |
| Brasilien (PMB)              | 2× Platin                                                              | 80.000    |
| Dänemark (IFPI)              | Platin                                                                 | 90.000    |
| Frankreich (SNEP)            | Gold                                                                   | 100.000   |
| Italien (FIMI)               | Gold                                                                   | 25.000    |
| Kanada (MC)                  | Gold                                                                   | 40.000    |
| Neuseeland (RMNZ)            | Platin                                                                 | 30.000    |
| Portugal (AFP)               | Gold                                                                   | 5.000     |
| Schweden (IFPI)              | Platin                                                                 | 80.000    |
| Vereinigtes Königreich (BPI) | Platin                                                                 | 600.000   |
| Insgesamt                    | 4× Gold · 8× Platin ·                                                  | 1.190.000 |

### Say Say Say(mit Kygo)
| Land/Region       | Auszeichnungen für Musikverkäufe (Land/Region, Auszeichnung, Verkäufe) | Verkäufe |
| ----------------- | ---------------------------------------------------------------------- | -------- |
| Frankreich (SNEP) | Gold                                                                   | 100.000  |
| Insgesamt         | 1× Gold ·                                                              | 100.000  |

## Auszeichnungen nach Liedern

### The Lady in My Life
| Land/Region               | Auszeichnungen für Musikverkäufe (Land/Region, Auszeichnung, Verkäufe) | Verkäufe |
| ------------------------- | ---------------------------------------------------------------------- | -------- |
| Vereinigte Staaten (RIAA) | Gold                                                                   | 500.000  |
| Insgesamt                 | 1× Gold ·                                                              | 500.000  |

### Monster
| Land/Region     | Auszeichnungen für Musikverkäufe (Land/Region, Auszeichnung, Verkäufe) | Verkäufe |
| --------------- | ---------------------------------------------------------------------- | -------- |
| Südkorea (KMCA) | —                                                                      | 77.346   |
| Insgesamt       | —                                                                      | 77.346   |

### Chicago
| Land/Region                  | Auszeichnungen für Musikverkäufe (Land/Region, Auszeichnung, Verkäufe) | Verkäufe |
| ---------------------------- | ---------------------------------------------------------------------- | -------- |
| Neuseeland (RMNZ)            | Gold                                                                   | 15.000   |
| Vereinigtes Königreich (BPI) | Silber                                                                 | 200.000  |
| Insgesamt                    | 1× Silber · 1× Gold ·                                                  | 215.000  |

## Auszeichnungen nach Autorenbeteiligungen

### Shake Your Body (Down to the Ground)(The Jacksons)
| Land/Region                  | Auszeichnungen für Musikverkäufe (Land/Region, Auszeichnung, Verkäufe) | Verkäufe  |
| ---------------------------- | ---------------------------------------------------------------------- | --------- |
| Kanada (MC)                  | Gold                                                                   | 75.000    |
| Vereinigte Staaten (RIAA)    | Platin                                                                 | 2.000.000 |
| Vereinigtes Königreich (BPI) | Silber                                                                 | 250.000   |
| Insgesamt                    | 1× Silber · 1× Gold · 1× Platin ·                                      | 2.325.000 |

### Can You Feel It (The Jacksons)
| Land/Region                  | Auszeichnungen für Musikverkäufe (Land/Region, Auszeichnung, Verkäufe) | Verkäufe |
| ---------------------------- | ---------------------------------------------------------------------- | -------- |
| Vereinigtes Königreich (BPI) | Silber                                                                 | 250.000  |
| Insgesamt                    | 1× Silber ·                                                            | 250.000  |

### Eat It(Weird Al Yankovic)
| Land/Region               | Auszeichnungen für Musikverkäufe (Land/Region, Auszeichnung, Verkäufe) | Verkäufe |
| ------------------------- | ---------------------------------------------------------------------- | -------- |
| Kanada (MC)               | Gold                                                                   | 50.000   |
| Vereinigte Staaten (RIAA) | Gold                                                                   | 500.000  |
| Insgesamt                 | 2× Gold ·                                                              | 550.000  |

### State of Shock(The Jacksons)
| Land/Region               | Auszeichnungen für Musikverkäufe (Land/Region, Auszeichnung, Verkäufe) | Verkäufe  |
| ------------------------- | ---------------------------------------------------------------------- | --------- |
| Kanada (MC)               | Gold                                                                   | 50.000    |
| Vereinigte Staaten (RIAA) | Gold                                                                   | 1.000.000 |
| Insgesamt                 | 2× Gold ·                                                              | 1.050.000 |

### Centipede (Rebbie Jackson)
| Land/Region               | Auszeichnungen für Musikverkäufe (Land/Region, Auszeichnung, Verkäufe) | Verkäufe |
| ------------------------- | ---------------------------------------------------------------------- | -------- |
| Vereinigte Staaten (RIAA) | Gold                                                                   | 500.000  |
| Insgesamt                 | 1× Gold ·                                                              | 500.000  |

### Feel It (The Tamperer featuring Maya)
| Land/Region                  | Auszeichnungen für Musikverkäufe (Land/Region, Auszeichnung, Verkäufe) | Verkäufe |
| ---------------------------- | ---------------------------------------------------------------------- | -------- |
| Australien (ARIA)            | Gold                                                                   | 35.000   |
| Belgien (BRMA)               | Platin                                                                 | 50.000   |
| Frankreich (SNEP)            | Gold                                                                   | 125.000  |
| Vereinigtes Königreich (BPI) | Platin                                                                 | 600.000  |
| Insgesamt                    | 1× Silber · 1× Gold · 2× Platin ·                                      | 810.000  |

### Don’t Stop Movin’ (S Club 7)
| Land/Region                  | Auszeichnungen für Musikverkäufe (Land/Region, Auszeichnung, Verkäufe) | Verkäufe  |
| ---------------------------- | ---------------------------------------------------------------------- | --------- |
| Australien (ARIA)            | 2× Platin                                                              | 140.000   |
| Neuseeland (RMNZ)            | Gold                                                                   | 5.000     |
| Schweden (IFPI)              | Gold                                                                   | 15.000    |
| Vereinigtes Königreich (BPI) | 2× Platin                                                              | 1.200.000 |
| Insgesamt                    | 2× Gold · 4× Platin ·                                                  | 1.360.000 |

### Smooth Criminal(Alien Ant Farm)
| Land/Region                  | Auszeichnungen für Musikverkäufe (Land/Region, Auszeichnung, Verkäufe) | Verkäufe  |
| ---------------------------- | ---------------------------------------------------------------------- | --------- |
| Australien (ARIA)            | 2× Platin                                                              | 140.000   |
| Belgien (BRMA)               | Gold                                                                   | 25.000    |
| Deutschland (BVMI)           | Gold                                                                   | 250.000   |
| Neuseeland (RMNZ)            | Platin                                                                 | 10.000    |
| Norwegen (IFPI)              | Gold                                                                   | 10.000    |
| Schweden (IFPI)              | Gold                                                                   | 15.000    |
| Schweiz (IFPI)               | Gold                                                                   | 20.000    |
| Vereinigtes Königreich (BPI) | Platin                                                                 | 600.000   |
| Insgesamt                    | 5× Gold · 4× Platin ·                                                  | 1.070.000 |

### Don’t Stop the Music(Rihanna)
| Land/Region                  | Auszeichnungen für Musikverkäufe (Land/Region, Auszeichnung, Verkäufe) | Verkäufe  |
| ---------------------------- | ---------------------------------------------------------------------- | --------- |
| Australien (ARIA)            | 5× Platin                                                              | 350.000   |
| Belgien (BRMA)               | Platin                                                                 | 50.000    |
| Brasilien (PMB)              | Diamant                                                                | 250.000   |
| Dänemark (IFPI)              | 2× Platin                                                              | 180.000   |
| Deutschland (BVMI)           | 5× Gold                                                                | 750.000   |
| Finnland (IFPI)              | Gold                                                                   | 6.194     |
| Frankreich (SNEP)            | —                                                                      | 210.000   |
| Italien (FIMI)               | Platin                                                                 | 100.000   |
| Kanada (MC)                  | —                                                                      | 146.000   |
| Neuseeland (RMNZ)            | Platin                                                                 | 15.000    |
| Schweden (IFPI)              | Platin                                                                 | 40.000    |
| Spanien (Promusicae)         | 6× Platin                                                              | 120.000   |
| Vereinigte Staaten (RIAA)    | 6× Platin                                                              | 6.000.000 |
| Vereinigtes Königreich (BPI) | 2× Platin                                                              | 1.200.000 |
| Insgesamt                    | 2× Gold · 27× Platin · 1× Diamant ·                                    | 9.417.194 |

### Beat It(Fall Out Boy)
| Land/Region                  | Auszeichnungen für Musikverkäufe (Land/Region, Auszeichnung, Verkäufe) | Verkäufe  |
| ---------------------------- | ---------------------------------------------------------------------- | --------- |
| Brasilien (PMB)              | Gold                                                                   | 30.000    |
| Vereinigte Staaten (RIAA)    | Platin                                                                 | 1.000.000 |
| Vereinigtes Königreich (BPI) | Silber                                                                 | 200.000   |
| Insgesamt                    | 1× Silber · 1× Gold · 1× Platin ·                                      | 1.230.000 |

### King Kunta(Kendrick Lamar)
| Land/Region                  | Auszeichnungen für Musikverkäufe (Land/Region, Auszeichnung, Verkäufe) | Verkäufe  |
| ---------------------------- | ---------------------------------------------------------------------- | --------- |
| Australien (ARIA)            | 7× Platin                                                              | 490.000   |
| Belgien (BRMA)               | Gold                                                                   | 15.000    |
| Brasilien (PMB)              | Gold                                                                   | 30.000    |
| Dänemark (IFPI)              | Platin                                                                 | 90.000    |
| Kanada (MC)                  | 4× Platin                                                              | 320.000   |
| Neuseeland (RMNZ)            | 4× Platin                                                              | 120.000   |
| Vereinigte Staaten (RIAA)    | Platin                                                                 | 1.000.000 |
| Vereinigtes Königreich (BPI) | Platin                                                                 | 600.000   |
| Insgesamt                    | 2× Gold · 18× Platin ·                                                 | 2.665.000 |

### Look Back at It (A Boogie wit da Hoodie)
| Land/Region                  | Auszeichnungen für Musikverkäufe (Land/Region, Auszeichnung, Verkäufe) | Verkäufe  |
| ---------------------------- | ---------------------------------------------------------------------- | --------- |
| Australien (ARIA)            | Platin                                                                 | 70.000    |
| Dänemark (IFPI)              | Platin                                                                 | 90.000    |
| Deutschland (BVMI)           | Gold                                                                   | 200.000   |
| Frankreich (SNEP)            | Platin                                                                 | 200.000   |
| Italien (FIMI)               | 2× Platin                                                              | 100.000   |
| Kanada (MC)                  | 7× Platin                                                              | 560.000   |
| Österreich (IFPI)            | Gold                                                                   | 15.000    |
| Portugal (AFP)               | Gold                                                                   | 5.000     |
| Vereinigte Staaten (RIAA)    | 6× Platin                                                              | 6.000.000 |
| Vereinigtes Königreich (BPI) | Platin                                                                 | 600.000   |
| Insgesamt                    | 3× Gold · 19× Platin ·                                                 | 7.840.000 |

## Auszeichnungen nach Musikstreamings

### Billie Jean
| Land/Region     | Auszeichnungen für Musikverkäufe (Land/Region, Auszeichnung, Verkäufe) | Verkäufe |
| --------------- | ---------------------------------------------------------------------- | -------- |
| Dänemark (IFPI) | Gold                                                                   | 900.000  |
| Insgesamt       | 1× Gold ·                                                              | 900.000  |

### Love Never Felt So Good
| Land/Region     | Auszeichnungen für Musikverkäufe (Land/Region, Auszeichnung, Verkäufe) | Verkäufe  |
| --------------- | ---------------------------------------------------------------------- | --------- |
| Dänemark (IFPI) | Gold                                                                   | 1.300.000 |
| Insgesamt       | 1× Gold ·                                                              | 1.300.000 |

## Auszeichnungen nach Videoalben

### Moonwalker
| Land/Region                  | Auszeichnungen für Musikverkäufe (Land/Region, Auszeichnung, Verkäufe) | Verkäufe  |
| ---------------------------- | ---------------------------------------------------------------------- | --------- |
| Kanada (MC)                  | 4× Platin                                                              | 40.000    |
| Vereinigte Staaten (RIAA)    | 8× Platin                                                              | 800.000   |
| Vereinigtes Königreich (BPI) | 9× Platin                                                              | 450.000   |
| Insgesamt                    | 21× Platin ·                                                           | 1.290.000 |

### Dangerous – The Short Films
| Land/Region                  | Auszeichnungen für Musikverkäufe (Land/Region, Auszeichnung, Verkäufe) | Verkäufe |
| ---------------------------- | ---------------------------------------------------------------------- | -------- |
| Argentinien (CAPIF)          | Platin                                                                 | 8.000    |
| Australien (ARIA)            | 2× Platin                                                              | 30.000   |
| Deutschland (BVMI)           | Platin                                                                 | 50.000   |
| Mexiko (AMPROFON)            | 3× Platin                                                              | 60.000   |
| Portugal (AFP)               | Silber                                                                 | 5.000    |
| Spanien (Promusicae)         | Platin                                                                 | 25.000   |
| Vereinigte Staaten (RIAA)    | 3× Platin                                                              | 300.000  |
| Vereinigtes Königreich (BPI) | Platin                                                                 | 50.000   |
| Insgesamt                    | 1× Silber · 12× Platin ·                                               | 428.000  |

### Video Greatest Hits – HIStory
| Land/Region                  | Auszeichnungen für Musikverkäufe (Land/Region, Auszeichnung, Verkäufe) | Verkäufe  |
| ---------------------------- | ---------------------------------------------------------------------- | --------- |
| Argentinien (CAPIF)          | Platin                                                                 | 8.000     |
| Australien (ARIA)            | 6× Platin                                                              | 75.000    |
| Deutschland (BVMI)           | 3× Gold                                                                | 75.000    |
| Frankreich (SNEP)            | Diamant                                                                | 100.000   |
| Mexiko (AMPROFON)            | 13× Gold                                                               | 130.000   |
| Neuseeland (RMNZ)            | Gold                                                                   | 2.500     |
| Österreich (IFPI)            | Gold                                                                   | 5.000     |
| Vereinigte Staaten (RIAA)    | 9× Platin                                                              | 900.000   |
| Vereinigtes Königreich (BPI) | 4× Platin                                                              | 200.000   |
| Insgesamt                    | 4× Gold · 26× Platin · 1× Diamant ·                                    | 1.495.500 |

### HIStory on Film – Volume II
| Land/Region                  | Auszeichnungen für Musikverkäufe (Land/Region, Auszeichnung, Verkäufe) | Verkäufe  |
| ---------------------------- | ---------------------------------------------------------------------- | --------- |
| Argentinien (CAPIF)          | Platin                                                                 | 8.000     |
| Australien (ARIA)            | 7× Platin                                                              | 90.000    |
| Brasilien (PMB)              | Gold                                                                   | 25.000    |
| Deutschland (BVMI)           | Platin                                                                 | 50.000    |
| Frankreich (SNEP)            | 3× Platin                                                              | 30.000    |
| Japan (RIAJ)                 | Gold                                                                   | 100.000   |
| Mexiko (AMPROFON)            | 11× Gold                                                               | 110.000   |
| Spanien (Promusicae)         | Platin                                                                 | 25.000    |
| Vereinigtes Königreich (BPI) | 2× Platin                                                              | 100.000   |
| Insgesamt                    | 3× Gold · 20× Platin ·                                                 | 1.538.000 |

### Ghosts
| Land/Region                  | Auszeichnungen für Musikverkäufe (Land/Region, Auszeichnung, Verkäufe) | Verkäufe |
| ---------------------------- | ---------------------------------------------------------------------- | -------- |
| Frankreich (SNEP)            | 2× Platin                                                              | 20.000   |
| Vereinigtes Königreich (BPI) | Gold                                                                   | 25.000   |
| Insgesamt                    | 1× Gold · 2× Platin ·                                                  | 45.000   |

### Number Ones
| Land/Region                  | Auszeichnungen für Musikverkäufe (Land/Region, Auszeichnung, Verkäufe) | Verkäufe  |
| ---------------------------- | ---------------------------------------------------------------------- | --------- |
| Argentinien (CAPIF)          | Platin                                                                 | 8.000     |
| Australien (ARIA)            | 23× Platin                                                             | 345.000   |
| Dänemark (IFPI)              | Gold                                                                   | 20.000    |
| Finnland (IFPI)              | Gold                                                                   | 5.016     |
| Frankreich (SNEP)            | 2× Platin                                                              | 20.000    |
| Japan (RIAJ)                 | Platin                                                                 | 250.000   |
| Neuseeland (RMNZ)            | 6× Platin                                                              | 30.000    |
| Polen (ZPAV)                 | Gold                                                                   | 5.000     |
| Spanien (Promusicae)         | Platin                                                                 | 25.000    |
| Vereinigte Staaten (RIAA)    | 13× Platin                                                             | 1.300.000 |
| Vereinigtes Königreich (BPI) | Platin                                                                 | 50.000    |
| Insgesamt                    | 3× Gold · 48× Platin ·                                                 | 2.058.016 |

### The One
| Land/Region                  | Auszeichnungen für Musikverkäufe (Land/Region, Auszeichnung, Verkäufe) | Verkäufe |
| ---------------------------- | ---------------------------------------------------------------------- | -------- |
| Argentinien (CAPIF)          | Platin                                                                 | 8.000    |
| Australien (ARIA)            | Gold                                                                   | 7.500    |
| Spanien (Promusicae)         | Gold                                                                   | 10.000   |
| Vereinigte Staaten (RIAA)    | Gold                                                                   | 50.000   |
| Vereinigtes Königreich (BPI) | Gold                                                                   | 25.000   |
| Insgesamt                    | 4× Gold · 1× Platin ·                                                  | 100.500  |

### Live in Japan
| Land/Region         | Auszeichnungen für Musikverkäufe (Land/Region, Auszeichnung, Verkäufe) | Verkäufe |
| ------------------- | ---------------------------------------------------------------------- | -------- |
| Argentinien (CAPIF) | Platin                                                                 | 8.000    |
| Insgesamt           | 1× Platin ·                                                            | 8.000    |

### Live in Bucharest: The Dangerous Tour
| Land/Region                  | Auszeichnungen für Musikverkäufe (Land/Region, Auszeichnung, Verkäufe) | Verkäufe  |
| ---------------------------- | ---------------------------------------------------------------------- | --------- |
| Argentinien (CAPIF)          | Platin                                                                 | 8.000     |
| Australien (ARIA)            | 14× Platin                                                             | 210.000   |
| Deutschland (BVMI)           | Platin                                                                 | 50.000    |
| Frankreich (SNEP)            | 3× Platin                                                              | 30.000    |
| Japan (RIAJ)                 | Platin                                                                 | 250.000   |
| Neuseeland (RMNZ)            | 4× Platin                                                              | 20.000    |
| Polen (ZPAV)                 | Platin                                                                 | 10.000    |
| Portugal (AFP)               | Platin                                                                 | 8.000     |
| Spanien (Promusicae)         | 2× Platin                                                              | 50.000    |
| Vereinigte Staaten (RIAA)    | 8× Platin                                                              | 800.000   |
| Vereinigtes Königreich (BPI) | 2× Platin                                                              | 100.000   |
| Insgesamt                    | 38× Platin ·                                                           | 1.536.000 |

### History 1 & 2
| Land/Region                  | Auszeichnungen für Musikverkäufe (Land/Region, Auszeichnung, Verkäufe) | Verkäufe |
| ---------------------------- | ---------------------------------------------------------------------- | -------- |
| Australien (ARIA)            | Platin                                                                 | 15.000   |
| Frankreich (SNEP)            | Gold                                                                   | 5.000    |
| Vereinigtes Königreich (BPI) | Platin                                                                 | 50.000   |
| Insgesamt                    | 1× Gold · 2× Platin ·                                                  | 70.000   |

### History on Film
| Land/Region               | Auszeichnungen für Musikverkäufe (Land/Region, Auszeichnung, Verkäufe) | Verkäufe |
| ------------------------- | ---------------------------------------------------------------------- | -------- |
| Japan (RIAJ)              | Gold                                                                   | 100.000  |
| Spanien (Promusicae)      | Platin                                                                 | 25.000   |
| Vereinigte Staaten (RIAA) | 6× Platin                                                              | 600.000  |
| Insgesamt                 | 1× Gold · 7× Platin ·                                                  | 725.000  |

### Michael Jackson’s Vision
| Land/Region                  | Auszeichnungen für Musikverkäufe (Land/Region, Auszeichnung, Verkäufe) | Verkäufe |
| ---------------------------- | ---------------------------------------------------------------------- | -------- |
| Australien (ARIA)            | 2× Platin                                                              | 30.000   |
| Frankreich (SNEP)            | Diamant                                                                | 100.000  |
| Japan (RIAJ)                 | Gold                                                                   | 100.000  |
| Neuseeland (RMNZ)            | Gold                                                                   | 2.500    |
| Österreich (IFPI)            | Gold                                                                   | 5.000    |
| Polen (ZPAV)                 | Platin                                                                 | 10.000   |
| Portugal (AFP)               | Silber                                                                 | 5.000    |
| Spanien (Promusicae)         | Gold                                                                   | 10.000   |
| Vereinigte Staaten (RIAA)    | 5× Platin                                                              | 500.000  |
| Vereinigtes Königreich (BPI) | Gold                                                                   | 25.000   |
| Insgesamt                    | 1× Silber · 5× Gold · 8× Platin · 1× Diamant ·                         | 787.500  |

### This Is It
| Land/Region                  | Auszeichnungen für Musikverkäufe (Land/Region, Auszeichnung, Verkäufe) | Verkäufe  |
| ---------------------------- | ---------------------------------------------------------------------- | --------- |
| Irland (IRMA)                | 5× Platin                                                              | 20.000    |
| Japan (RIAJ)                 | —                                                                      | 330.000   |
| Niederlande (NVPI)           | 2× Platin                                                              | 120.000   |
| Vereinigte Staaten (RIAA)    | —                                                                      | 2.700.000 |
| Vereinigtes Königreich (BPI) | 13× Platin                                                             | 650.000   |
| Insgesamt                    | 20× Platin ·                                                           | 3.820.000 |

### The Life of an Icon
| Land/Region                  | Auszeichnungen für Musikverkäufe (Land/Region, Auszeichnung, Verkäufe) | Verkäufe |
| ---------------------------- | ---------------------------------------------------------------------- | -------- |
| Vereinigtes Königreich (BPI) | Platin                                                                 | 50.000   |
| Insgesamt                    | 1× Platin ·                                                            | 50.000   |

### Live at Wembley
| Land/Region                  | Auszeichnungen für Musikverkäufe (Land/Region, Auszeichnung, Verkäufe) | Verkäufe |
| ---------------------------- | ---------------------------------------------------------------------- | -------- |
| Australien (ARIA)            | Gold                                                                   | 7.500    |
| Polen (ZPAV)                 | Gold                                                                   | 5.000    |
| Vereinigte Staaten (RIAA)    | Gold                                                                   | 50.000   |
| Vereinigtes Königreich (BPI) | Gold                                                                   | 25.000   |
| Insgesamt                    | 4× Gold ·                                                              | 77.500   |

## Statistik und Quellen
| Land/RegionAuszeichnungen für Musikverkäufe (Land/Region, Auszeichnungen, Verkäufe, Quellen) | Silber       | Gold         | Platin           | Diamant       | Verkäufe     | Quellen |
| -------------------------------------------------------------------------------------------- | ------------ | ------------ | ---------------- | ------------- | ------------ | --- |
| Argentinien (CAPIF)                                                                          | —            | 3× Gold3     | 8× Platin8       | Diamant1      | 1.752.779    | capif.org.ar (Memento vom 31. Mai 2011 im Internet Archive) AR2 (Memento vom 20. August 2011 im Internet Archive) |
| Australien (ARIA)                                                                            | —            | 19× Gold19   | 161× Platin161   | —             | 8.950.000    | aria.com.au AU2                                                                                                   |
| Belgien (BRMA)                                                                               | —            | 12× Gold12   | 14× Platin14     | —             | 1.145.000    | ultratop.be |
| Brasilien (PMB)                                                                              | —            | 6× Gold6     | 5× Platin5       | Diamant1      | 4.730.000    | pro-musicabr.org.br                                                                                               |
| Chile (IFPI)                                                                                 | —            | —            | 5× Platin5       | —             | 125.000      | Einzelnachweise                                                                                                   |
| Dänemark (IFPI)                                                                              | —            | 14× Gold14   | 59× Platin59     | —             | 3.108.000    | ifpi.dk |
| Deutschland (BVMI)                                                                           | —            | 19× Gold19   | 32× Platin32     | —             | 15.225.000   | musikindustrie.de                                                                                                 |
| Europa (IFPI)                                                                                | —            | —            | 30× Platin30     | —             | (60.400.000) | ifpi.org (Memento vom 1. Januar 2014 im Internet Archive)                                                         |
| Finnland (IFPI)                                                                              | —            | 8× Gold8     | 3× Platin3       | —             | 384.073      | ifpi.fi |
| Frankreich (SNEP)                                                                            | 7× Silber7   | 9× Gold9     | 26× Platin26     | 6× Diamant6   | 16.485.300   | infodisc.fr snepmusique.com                                                                                       |
| Golf-Kooperationsrat (IFPI)                                                                  | —            | —            | 2× Platin2       | —             | 12.000       | ifpi.org |
| Griechenland (IFPI)                                                                          | —            | —            | Platin1          | —             | 6.000        | Einzelnachweise                                                                                                   |
| Hongkong (IFPI/HKRIA)                                                                        | —            | Gold1        | 6× Platin6       | —             | 160.000      | ifpihk.org |
| Indien (IMI)                                                                                 | —            | —            | —                | —             | 200.000      | Einzelnachweise                                                                                                   |
| Indonesien (ASIRI)                                                                           | —            | —            | 2× Platin2       | —             | 100.000      | Einzelnachweise                                                                                                   |
| Irland (IRMA)                                                                                | —            | Gold1        | 7× Platin7       | —             | 157.500      | irishcharts.ie |
| Israel (IFPI)                                                                                | —            | Gold1        | 3× Platin3       | —             | 140.000      | Einzelnachweise                                                                                                   |
| Italien (FIMI)                                                                               | —            | 13× Gold13   | 26× Platin26     | —             | 3.365.000    | fimi.it |
| Japan (RIAJ)                                                                                 | —            | 14× Gold14   | 17× Platin17     | —             | 5.230.000    | riaj.or.jp JP2 |
| Kanada (MC)                                                                                  | —            | 12× Gold12   | 77× Platin77     | 5× Diamant5   | 11.481.000   | musiccanada.com                                                                                                   |
| Malaysia (RIM)                                                                               | —            | —            | 10× Platin10     | —             | 330.000      | Einzelnachweise                                                                                                   |
| Mexiko (AMPROFON)                                                                            | —            | 20× Gold20   | 36× Platin36     | 4× Diamant4   | 8.015.000    | amprofon.com.mx                                                                                                   |
| Neuseeland (RMNZ)                                                                            | Silber1      | 20× Gold20   | 102× Platin102   | —             | 2.130.000    | aotearoamusiccharts.co.nz NZ2 (Memento vom 24. Juli 2011 im Internet Archive) NZ3 NZ4                             |
| Niederlande (NVPI)                                                                           | —            | 4× Gold4     | 22× Platin22     | —             | 3.245.000    | nvpi.nl |
| Norwegen (IFPI)                                                                              | —            | 5× Gold5     | 3× Platin3       | —             | 445.000      | ifpi.no (Memento vom 5. November 2012 im Internet Archive)                                                        |
| Österreich (IFPI)                                                                            | —            | 9× Gold9     | 25× Platin25     | —             | 1.207.500    | ifpi.at |
| Polen (ZPAV)                                                                                 | —            | 5× Gold5     | 10× Platin10     | Diamant1      | 445.000      | olis.pl |
| Portugal (AFP)                                                                               | 2× Silber2   | 5× Gold5     | 9× Platin9       | —             | 234.000      | Einzelnachweise                                                                                                   |
| Russland (NFPF)                                                                              | —            | —            | 6× Platin6       | —             | 120.000      | Einzelnachweise                                                                                                   |
| Schweden (IFPI)                                                                              | —            | 9× Gold9     | 14× Platin14     | —             | 1.400.000    | sverigetopplistan.se                                                                                              |
| Schweiz (IFPI)                                                                               | —            | 5× Gold5     | 19× Platin19     | —             | 1.030.000    | hitparade.ch |
| Singapur (RIAS)                                                                              | —            | Gold1        | 10× Platin10     | —             | 205.000      | rias.org.sg |
| Spanien (Promusicae)                                                                         | —            | 13× Gold13   | 38× Platin38     | —             | 3.420.000    | elportaldemusica.es ES2                                                                                           |
| Südafrika (RISA)                                                                             | —            | Gold1        | 6× Platin6       | —             | 225.000      | mi2n.com |
| Südkorea (KMCA)                                                                              | —            | —            | 2× Platin2       | —             | 251.703      | Einzelnachweise                                                                                                   |
| Taiwan (RIT)                                                                                 | —            | Gold1        | 4× Platin4       | —             | 239.365      | rit.org.tw |
| Thailand (TECA)                                                                              | —            | Gold1        | 4× Platin4       | —             | 225.000      | Einzelnachweise                                                                                                   |
| Tschechien (IFPI)                                                                            | —            | Gold1        | Platin1          | —             | 75.000       | Einzelnachweise                                                                                                   |
| Ungarn (MAHASZ)                                                                              | —            | 2× Gold2     | 5× Platin5       | —             | 64.000       | slagerlistak.hu                                                                                                   |
| Vereinigte Staaten (RIAA)                                                                    | —            | 19× Gold19   | 167× Platin167   | 6× Diamant6   | 197.310.000  | riaa.com |
| Vereinigtes Königreich (BPI)                                                                 | 20× Silber20 | 13× Gold13   | 141× Platin141   | —             | 50.710.071   | bpi.co.uk |
| Insgesamt                                                                                    | 30× Silber30 | 266× Gold266 | 1118× Platin1118 | 24× Diamant24 |              | |